# China
A República Popular da China (RPC; chinês simplificado: 中华人民共和国; chinês tradicional: 中華人民共和國; pinyin: zhōnghuá rénmín gònghéguóⓘ), também conhecida simplesmente como China, é o maior país da Ásia Oriental e o segundo país mais populoso do mundo, com mais de 1,4 bilhão de habitantes, quase um quinto da população da Terra, superado apenas pela Índia . É uma república popular socialista unipartidária. Na constituição, descreve-se como um sistema multipartidário de cooperação e consulta política sob a liderança do Partido Comunista da China e como uma "ditadura democrática popular liderada pela classe trabalhadora e baseada na aliança de trabalhadores e camponeses". Tem jurisdição sobre vinte e duas províncias, cinco regiões autônomas (Xinjiang, Mongólia Interior, Tibete, Ningxia e Quancim), quatro municípios (Pequim, Tianjin, Xangai e Xunquim) e duas Regiões Administrativas Especiais com relativa autonomia (Hong Kong e Macau). A capital da RPC é Pequim.
Com aproximadamente 9,6 milhões de km2, a República Popular da China é o terceiro (ou quarto) maior país do mundo em área total e o terceiro maior em área terrestre. Sua paisagem é variada, com florestas de estepes e desertos (como os de Gobi e de Taclamacã) no norte seco e frio, próximo da Mongólia e da Sibéria (Rússia), e florestas subtropicais no sul úmido e quente, próximo ao Vietnã, Laos e Mianmar. O terreno do país, a oeste, é de alta altitude, com o Himalaia e as montanhas Tian Shan formando fronteiras naturais entre a China, a Índia e a Ásia Central. Em contraste, o litoral leste da China continental é de baixa altitude e tem uma longa faixa costeira de 14 500 km, delimitada a sudeste pelo Mar da China Meridional e a leste pelo Mar da China Oriental, além dos quais estão Taiwan, Coreia (Norte e Sul) e Japão.
A nação tem uma longa história, composta por diversos períodos distintos. A civilização chinesa clássica — uma das mais antigas do mundo — floresceu na bacia fértil do rio Amarelo, na planície norte do país. O sistema político chinês era baseado em monarquias hereditárias, conhecidas como dinastias, que tiveram seu início com a semimitológica Xia (aproximadamente 2 000 a.C.) e terminaram com a queda dos Qing, em 1911. Desde 221 a.C., quando a dinastia Qin começou a conquistar vários reinos para formar um império único, o país expandiu-se, fraturou-se e reformulou-se várias vezes. A República da China, fundada em 1911 após a queda da dinastia Qing, governou o continente chinês até 1949. Em 1945, a república chinesa adquiriu Taiwan do Império do Japão, após o fim da Segunda Guerra Mundial. Na fase de 1946–1949 da Guerra Civil Chinesa, o Partido Comunista derrotou o nacionalista Kuomintang no continente e estabeleceu a República Popular da China, em Pequim, em 1 de outubro de 1949, enquanto o Partido Nacionalista mudou a sede do seu governo para Taipei. Desde então, a jurisdição da República da China está limitada à Taiwan e algumas ilhas periféricas (incluindo Penghu, Quemói e Matsu) e o país recebe reconhecimento diplomático limitado ao redor do mundo.
Desde a introdução de reformas econômicas em 1978, a China tornou-se em uma das economias de mais rápido crescimento no mundo, sendo o maior exportador e o terceiro maior importador de mercadorias do planeta. A industrialização reduziu a sua taxa de pobreza de 53% (em 1981) para 8% (em 2001). O país tem sido considerado uma superpotência emergente por vários acadêmicos, analistas econômicos e militares. A importância da China como uma grande potência é refletida através de seu papel como segunda maior economia do mundo (ou segunda maior em poder de compra) e da sua posição como membro permanente do Conselho de Segurança da Organização das Nações Unidas e de várias outras organizações multilaterais, incluindo a Organização Mundial do Comércio, Cooperação Econômica Ásia–Pacífico, Grupo dos Vinte, BRICS e da Organização para Cooperação de Xangai. Além disso, o país é reconhecido como uma potência nuclear, além de possuir o maior exército do mundo em número de soldados e o segundo maior orçamento de defesa.

## Etimologia
A palavra "China" é derivada do persa Cin (چین), que por sua vez é derivado do sânscrito Cina (चीन). O termo é registrado pela primeira vez em 1516 no diário do explorador português Duarte Barbosa. A palavra sânscrita foi usada para se referir à China já em 150 d.C. Há várias teorias acadêmicas sobre a origem desta palavra. A teoria tradicional, proposta no século XVII por Martino Martini, é a de que a palavra China é derivada de Qin (秦), o mais ocidental dos reinos chineses durante a dinastia Zhou, ou a partir do sucesso da dinastia Qin (221–206 a.C.). A palavra Cina é usada em duas escrituras hindus — o Mahābhārata, do século V a.C., e no Código de Manu, do século II a.C. — referindo-se a um país localizado na fronteira tibetana-birmana no leste da Índia.
Na China, os nomes comuns para se referir ao país incluem Zhōngguó (chinês simplificado: 中国, lit. ‘O(s) Estado(s) do Centro’) e Zhonghua (chinês simplificado: 中华), embora o nome oficial do país tenha sido alterado inúmeras vezes por sucessivas dinastias e governos modernos. O termo Zhongguo apareceu em vários textos antigos, como o Shujing do século VI a.C., e em tempos pré-imperiais ele foi muitas vezes usado como um conceito cultural para distinguir o Huaxia dos bárbaros. O termo, que pode ser singular ou plural, se refere ao grupo de Estados na planície central da China. Foi só no século XIX que a expressão surgiu como o nome formal do país. Os chineses não eram os únicos a definir a sua nação como "central", já que outras civilizações tinham a mesma opinião sobre si mesmas.

## História

### Pré-história
Evidências arqueológicas sugerem que os primeiros hominídeos habitaram a China entre 250 000 a 2,24 milhões de anos atrás. Uma caverna em Zhoukoudian (próximo da atual Pequim) continha fósseis datados entre 300 000 e 780 000 a.C. Os fósseis da caverna são do Homem de Pequim, um exemplo de Homo erectus que manipulava o fogo. Há também restos de Homo sapiens que datam de 18 a 11 000 a.C. encontrados no local do Homem de Pequim.

### Primeiras dinastias

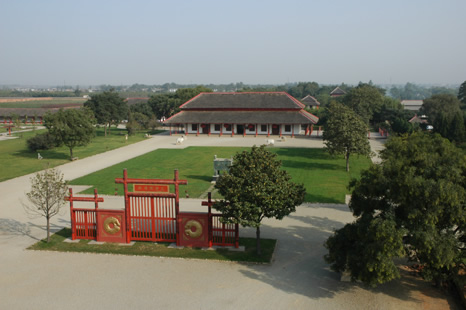
Yin Xu, as ruínas da capital do final da dinastia Shang (século XIV a.C.)

A tradição chinesa indica a Dinastia Xia como a primeira dinastia imperial, mas ela era considerada mítica até que escavações científicas encontraram os primeiros sítios da Cultura Erlitou, da Idade do Bronze, na província de Henan em 1959. Os arqueólogos já descobriram sítios urbanos, implementos de bronze e túmulos em locais citados como pertencentes aos Xia em antigos textos históricos, mas é impossível verificar se esses restos são dessa época sem registros escritos do período.
A primeira dinastia chinesa que deixou registros históricos foi a vagamente feudal Dinastia Shang (Yin), que estabeleceu-se ao longo do rio Amarelo, no leste da China, do século XVII ao XI a.C. A escrita oráculo em ossos dessa dinastia representa a forma mais antiga de escrita chinesa já encontrada e é uma ancestral direta dos caracteres chineses modernos usados em todo o leste da Ásia.
Os Shang foram invadidos pelo oeste pela Dinastia Zhou, que governou entre os séculos XII e V a.C., até que a sua autoridade centralizada foi lentamente corroída por senhores de guerra feudais.
Vários Estados independentes finalmente emergiram do enfraquecido governo Zhou e entraram em guerra constantemente uns contra os outros durante o chamado Período das Primaveras e Outonos, que durou 300 anos, sendo apenas ocasionalmente interrompido pelo imperador Zhou. Até o momento do Período dos Reinos Combatentes, durante os séculos V e III a.C., havia sete poderosos Estados soberanos no que é agora é a atual China, cada um com seu próprio rei, ministério e exército.

### China Imperial

Mapa animado do domínio das dinastias chinesas por ordem cronológica

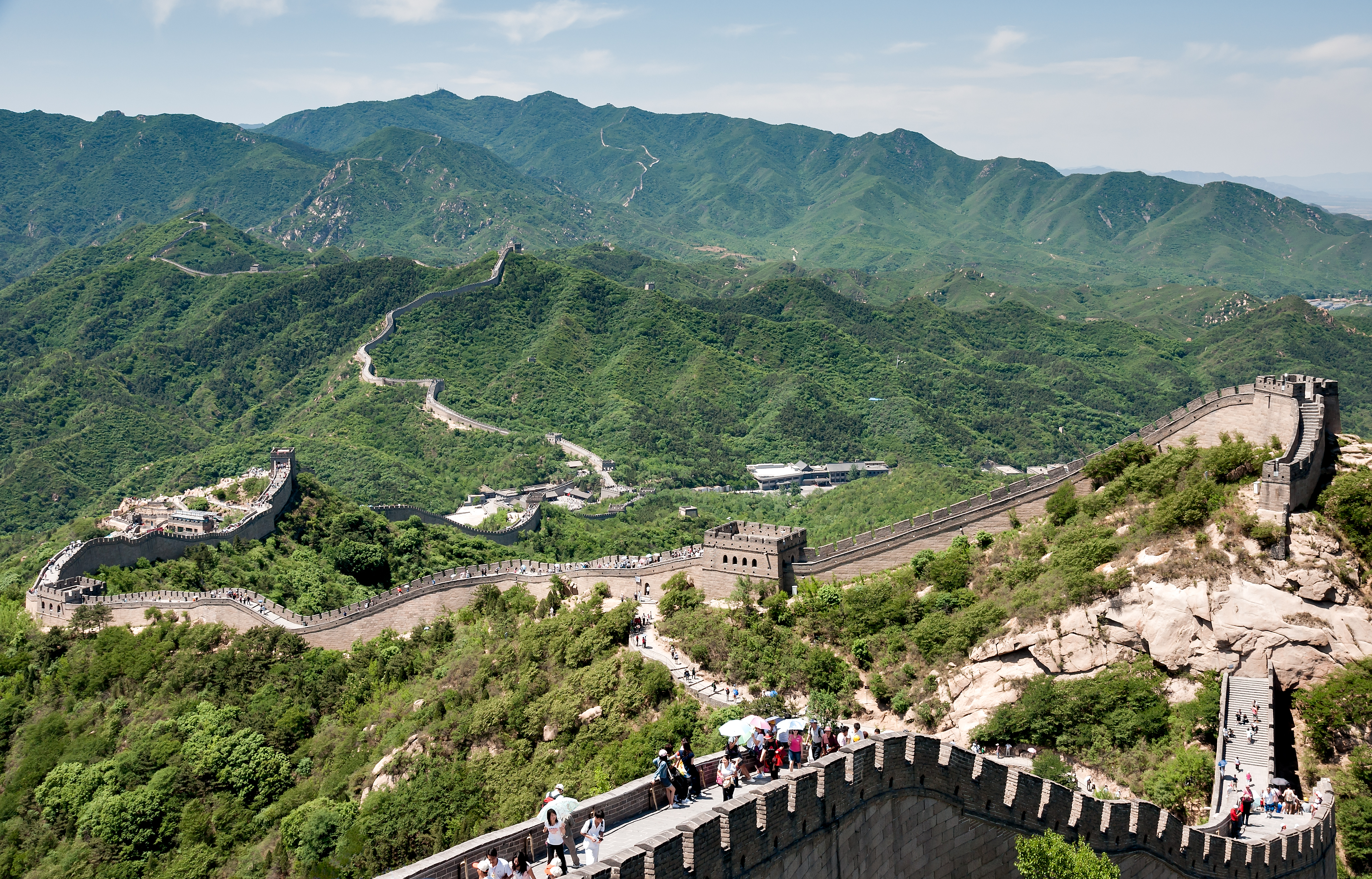
A Grande Muralha da China foi construída por várias dinastias ao longo de 2 000 anos para proteger as regiões agrícolas sedentárias do interior chinês de incursões de pastores nômades das estepes do norte

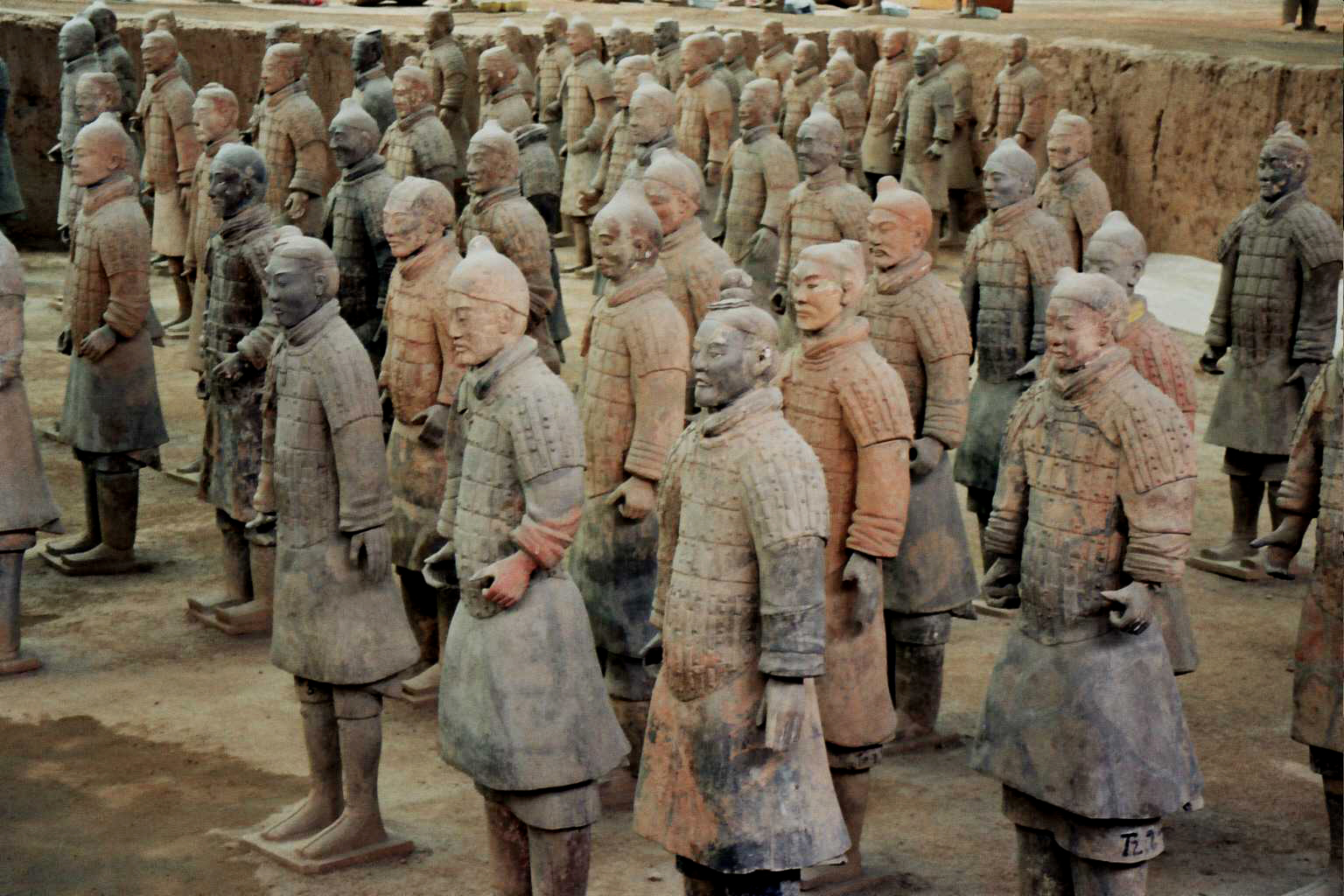
Alguns dos milhares de guerreiros de terracota em tamanho real da dinastia Qin (ca.), parte do complexo do Mausoléu de Qin Shihuang

O primeiro Estado unificado chinês foi estabelecido por Qin Shi Huang, do Estado Qin, em 221 a.C. Qin proclamou-se o "Primeiro Imperador" (始 皇帝) e impôs muitas reformas em toda a nação, principalmente a normalização forçada da língua, medidas, comprimento de eixos e da moeda chinesa. A Dinastia Qin durou apenas quinze anos, caindo logo após a morte de Qin Shi Huang, que com o duro legalismo e políticas autoritárias levou a uma rebelião generalizada no país.
A subsequente Dinastia Han governou a China entre 206 a.C. e 220 d.C. e criou uma duradoura identidade cultural entre a população, fator que resiste até os dias atuais. Essa dinastia expandiu consideravelmente o território do império através de campanhas militares que atingiram Coreia, Vietnã, Mongólia e Ásia Central, além de também ter ajudado a criar a Rota da Seda no centro da Ásia. A China foi por grande parte dos últimos dois milênios a maior economia do mundo. No entanto, na parte final da Dinastia Qing, o desenvolvimento econômico chinês começou a declinar e o rápido desenvolvimento da Europa durante a Revolução Industrial permitiu-lhe ultrapassar a nação chinesa (ver Grande Divergência).
Após o colapso dos Han, um outro período de desunião seguiu-se, que incluiu a época chamada de Três Reinos. Os Estados independentes chineses deste período, como o Wu Oriental, estabeleceram relações diplomáticas com o Japão, introduzindo o sistema de escrita chinês por lá. Em 581, a China foi reunificada sob o governo da Dinastia Sui. No entanto, essa dinastia recuou após sua derrota na Guerra Goguryeo-Sui (598–614).
Durante as dinastias Tang e Song, a tecnologia e a cultura chinesa entraram em uma idade de ouro. O Império Tang esteve no auge do poder até meados do século VIII, quando a Rebelião de An Lushuan destruiu a prosperidade do reino. A dinastia Song foi o primeiro governo na história do mundo a emitir papel-moeda e a primeira entidade política chinesa a estabelecer uma marinha permanente. Entre os séculos X e XI, a população da China dobrou de tamanho. Esse crescimento se deu por meio do cultivo de arroz, expandido na China central e austral, e à produção de excedentes abundantes de alimentos.
Dentro das suas fronteiras, a dinastia Song do Norte tinha uma população de cerca de 100 milhões de habitantes. O governo dessa dinastia foi um período culturalmente rico para a filosofia e as artes da nação. A pintura de paisagem e de retrato foram trazidas para novos níveis de maturidade e complexidade após o reinado dos Tang e as elites sociais se reuniram para apreciar e partilhar a sua própria arte, além de negociar obras preciosas. Filósofos como Cheng Yi e Zhu Xi revigoraram o confucionismo, infundido ideais budistas, e destacaram uma nova organização de textos clássicos que levaram à doutrina central do neoconfucionismo.
Em 1271, o líder mongol e quinto cagano do Império Mongol, Kublai Khan, estabeleceu a Dinastia Yuan, com o último remanescente da Dinastia Song caindo para os Yuan em 1279. Antes da invasão mongol, as dinastias chinesas teriam tido cerca de 120 milhões de pessoas sob seu comando; após a conquista ter sido concluída em 1279, o censo de 1300 estimou cerca de sessenta milhões de habitantes.
Um camponês chamado Zhū Yuánzhāng derrubou a Dinastia Yuan em 1368 e fundou a Dinastia Ming. Sob essa dinastia, a China entraria em outra era de ouro, com o desenvolvimento de uma das mais fortes marinhas do mundo e uma economia rica e próspera em meio a um florescimento artístico e cultural. Foi durante este período que Zheng He liderou explorações em todo o mundo, chegando até ao continente africano. Nos primeiros anos da dinastia Ming, a capital da China foi transferida de Nanquim para Pequim.
Durante a Dinastia Ming, pensadores como Wang Yangming criticaram e ampliaram o neoconfucionismo através dos conceitos do individualismo e da moralidade inata, o que teria um impacto enorme sobre o posterior pensamento japonês. A Coreia Joseon também se tornou um Estado vassalo da China Ming e adotou a maior parte de sua estrutura burocrática neoconfucionista.
Em 1644, Pequim foi saqueada por uma coalizão de forças rebeldes lideradas por Li Zicheng, um oficial Ming inferior que liderou a revolta camponesa. O último imperador Ming, Chongzhen, cometeu suicídio quando a cidade caiu. A Dinastia Qing, de origem manchu, então aliou-se ao general Ming Wu Sangui e derrubou a dinastia Shun, de Li Zicheng, e depois assumiu o controle de Pequim, que se tornou a nova capital dos Qing. No total, o custo da conquista manchu da China foi de mais de 25 milhões de vidas.

### Declínio dinástico e guerras

Território da dinastia Qing em 1890, a última dinastia imperial da China e o auge territorial do país

Juncos chineses sob bombardeio britânico durante a Guerra do Ópio

A Dinastia Qing, que durou até 1912, foi a última dinastia imperial da China. No século XIX, essa linhagem adotou uma postura defensiva em relação ao imperialismo europeu, embora estivesse envolvida em uma expansão imperialista particular para a Ásia Central. Neste momento, o país começou a perceber a importância do resto do mundo, em particular do Ocidente. Como a China se abriu ao comércio exterior e à atividade missionária, o ópio produzido pela Índia britânica foi forçado a entrar no Império Qing. Duas Guerras do Ópio com a Grã-Bretanha enfraqueceram o controle do Imperador. O imperialismo ocidental revelou-se desastroso para o país:
O fim da Guerra do Ópio marcou o início do imperialismo ocidental na China. Tratados desiguais, impostos no final da guerra, forçaram a China a ceder Hong Kong, abrir 'Tratados dos Portos' para o comércio exterior, pagar indenizações a seus vencedores e permitir que os estrangeiros que vivessem e trabalhassem em solo chinês ficassem livres da jurisdição da lei local (extraterritorialidade). Ao longo dos anos, novas guerras com as potências ocidentais expandiram essas imposições sobre a soberania nacional da China, que culminou com o Tratado de Shimonoseki, que encerrou a Guerra Sino-Japonesa de 1894-95.— 
O enfraquecimento do regime Qing e a humilhação aparente dos tratados desiguais aos olhos do povo chinês levou à crescente desordem social doméstica. No final de 1850, o sul chinês entrou em ebulição com a Rebelião Taiping, uma violenta guerra civil que durou até 1864. A rebelião foi liderada por Hong Xiuquan, que foi parcialmente influenciado por uma interpretação idiossincrática do cristianismo. Hong acreditava ser ele o filho de Deus e o irmão mais novo de Jesus.

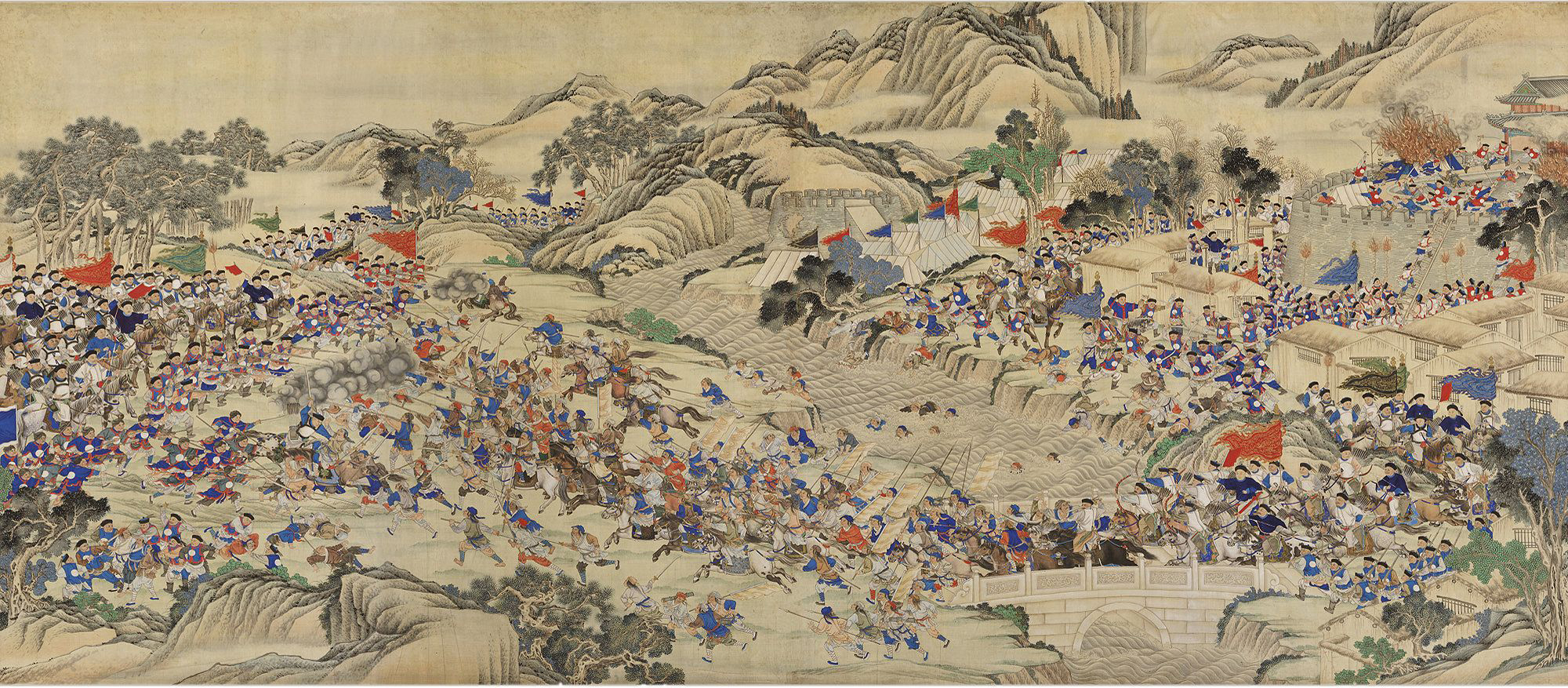
Pintura do século XIX da Rebelião Taiping de 1850–1864

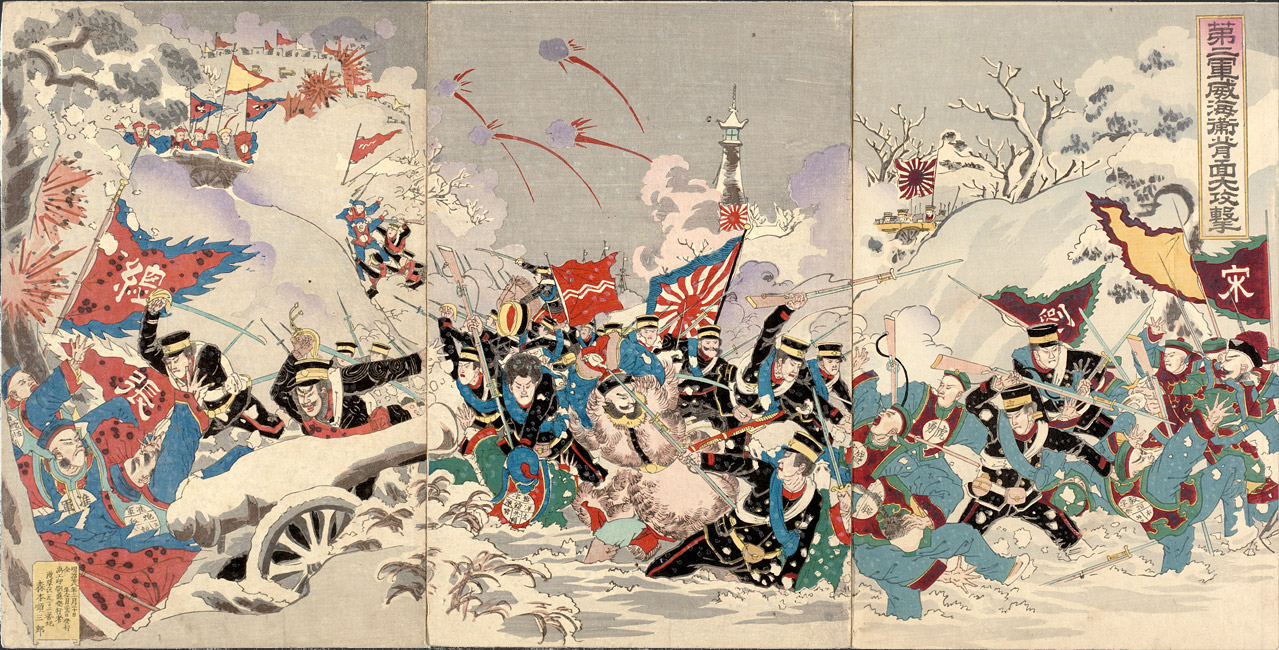
Na Guerra Sino-Japonesa de 1894–1895, que foi disputada pela influência na Coreia, as tropas japonesas derrotaram as forças da Dinastia Qing

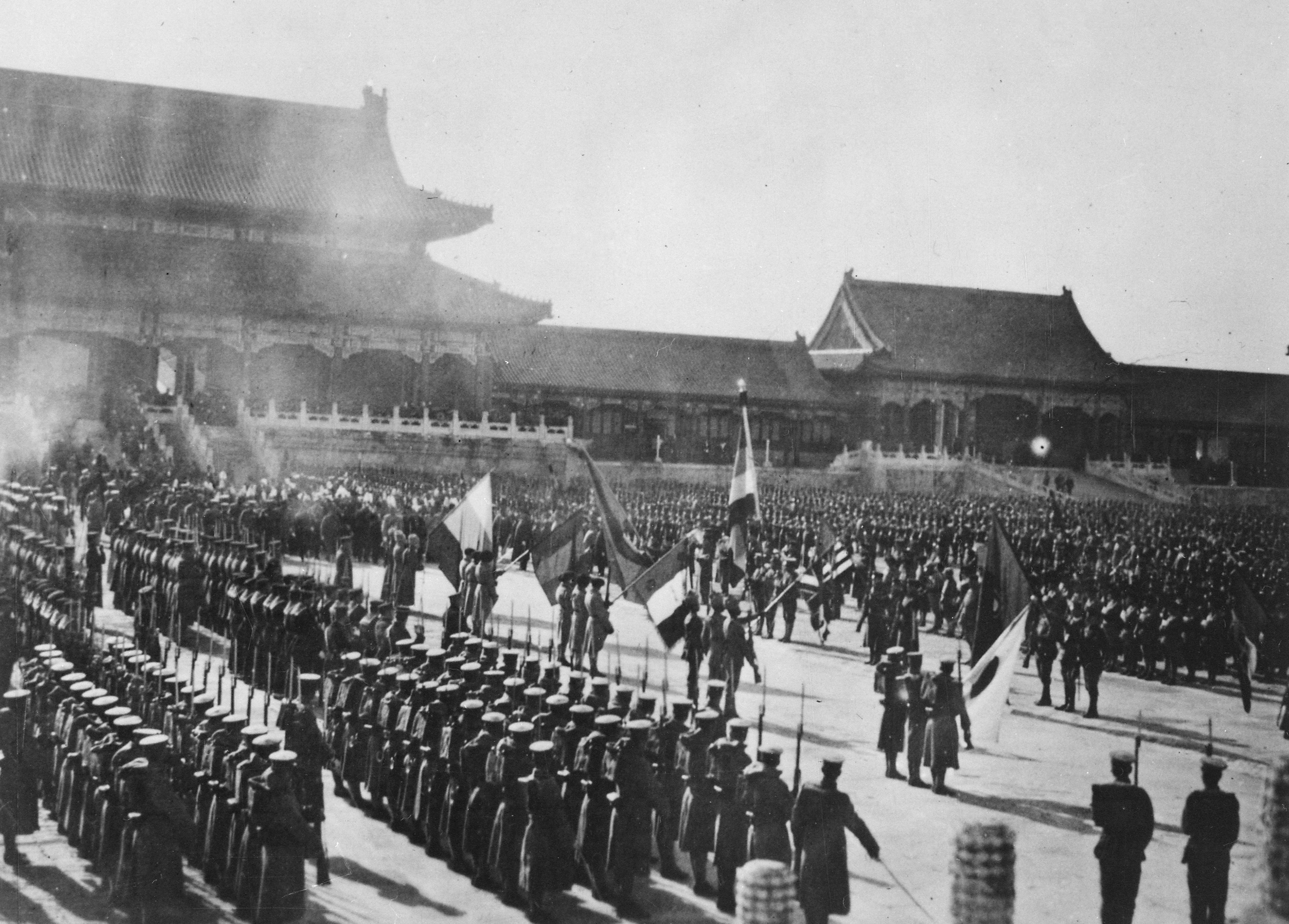
Em 1900, a Aliança das Oito Nações invadiu a China para derrotar o Levante dos Boxers e seus apoiadores Qing

Embora as forças de Qing tenham sido vitoriosas, essa guerra civil foi uma das mais sangrentas da história da humanidade, custando pelo menos 20 milhões de vidas (mais do que o número total de mortes da Primeira Guerra Mundial), com algumas estimativas chegando até 40 milhões de mortos. Outras rebeliões custosas seguiram a Rebelião Taiping, como Guerras do Clã Punti-Hakka (1855–1867), Rebelião Nien (1851–1868), Rebelião Miao (1854–1873), Revolta dos Panthay (1856–1873) e a Revolta Dungan (1862–1877).
Cada uma dessas rebeliões resultou em uma perda estimada de vários milhões de vidas e teve um impacto devastador sobre a já frágil economia do país. O fluxo do ópio britânico apressou ainda mais a queda do império. No século XIX, a era do colonialismo estava no auge e a grande diáspora chinesa começou, sendo que hoje cerca de 35 milhões de chineses vivem no sudeste da Ásia. As taxas de emigração foram reforçadas por catástrofes nacionais, como a Fome do Norte da China de 1876–1879, que custou entre 9 e 13 milhões de vidas. De 108 a.C. até 1911, a China passou por 1 828 períodos de fome (um por ano) em algum lugar do território do império.
Enquanto a China era destruída por contínuas guerras, o Japão Meiji conseguia rapidamente modernizar suas forças armadas e definir suas ambições sobre a conquista da Coreia e da Manchúria. A pedido do imperador coreano, o governo Qing enviou tropas para ajudar a suprimir a Rebelião Tonghak em 1894. No entanto, o Japão também enviou tropas para a Coreia, levando à Primeira Guerra Sino-Japonesa, o que resultou no fim da influência da China Qing na península coreana, bem como a cessão de Taiwan (incluindo as Ilhas Pescadores) para o Japão em 1895.
Após esta série de derrotas, um plano de reforma para o império para se tornar uma moderna monarquia constitucional ao estilo Meiji foi elaborado pelo imperador Guangxu em 1898, mas encontrou resistência e foi parado pela imperatriz Tseu-Hi, que colocou o imperador sob prisão domiciliar em um golpe de Estado. O malfadado levante dos boxers de 1898–1901, cujo principal alvo eram os ocidentais em Pequim, resultou em cerca de 115 000 mortes.
No início do século XX, uma massiva desordem civil havia começado e apelos por reformas e revolução eram ouvidos em todo o país. O imperador Guangxu de 38 anos de idade morreu em prisão domiciliar em 14 de novembro de 1908, curiosamente um dia antes da morte da própria Tseu-Hi. Com o trono vazio, ele foi sucedido pelo herdeiro escolhido a dedo pela imperatriz, seu sobrinho de dois anos de idade Pu Yi, que se tornou o imperador Xuantong. A consorte de Guangxu tornou-se a imperatriz viúva Longyu. Em outro golpe de Estado em 1912, Yuan Shikai derrubou Pu Yi e forçou Longyu a assinar o decreto de abdicação como regente, terminando mais de 2 000 anos de domínio imperial na China. Longyu morreu, sem filhos, em 1913.

### República e guerra civil (1912–1949)

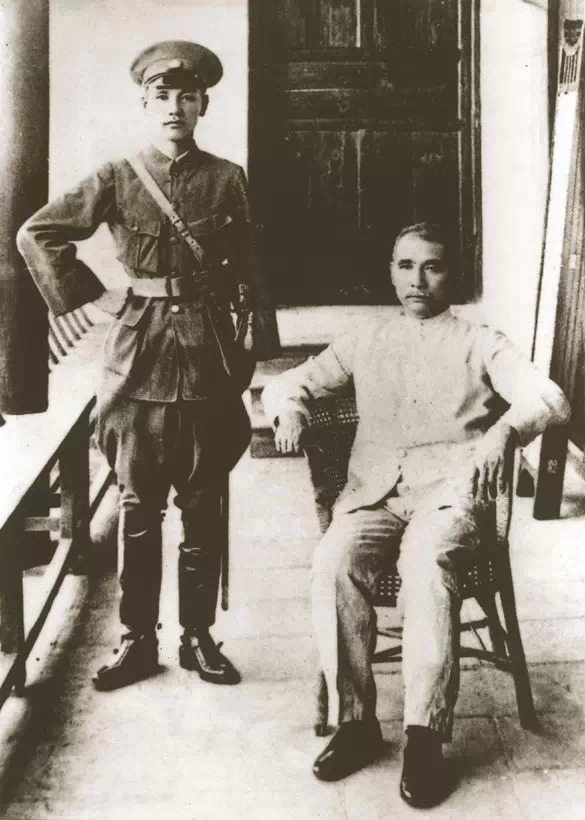
Sun Yat-sen, o pai da China moderna (sentado à direita), e Chiang Kai-shek, posteriormente o presidente da República da China

Em 1 de janeiro de 1912, a República da China foi estabelecida, anunciando o fim da China Imperial. Sun Yat-sen do Kuomintang (Partido Nacionalista ou KMT) foi proclamado o presidente provisório da República. No entanto, a presidência foi dada mais tarde a Yuan Shikai, um ex-general Qing, que tinha assegurado a deserção de todo o Exército de Beiyang do império Qing à revolução. Em 1915, Yuan proclamou-se Imperador da China, mas foi forçado a abdicar e restabelecer a república em face da condenação popular, não só da população em geral, mas também do próprio Exército de Beiyang e de seus comandantes.
Após a morte de Yuan Shikai em 1916, a China estava politicamente fragmentada, com um governo reconhecido internacionalmente, mas virtualmente impotente no âmbito doméstico e assentado em Pequim. Senhores da guerra regionais exerciam controle real sobre seus respectivos territórios. No final dos anos 1920, o Kuomintang nacionalista de Chiang Kai-shek foi capaz de reunificar o país sob seu próprio controle através de uma série de hábeis manobras políticas e militares, conhecidas popularmente como a Expedição do Norte.
O Kuomintang mudou a capital do país para Nanquim e implementou a "tutela política", um estágio intermediário de desenvolvimento político delineado no programa San-min, de Sun Yat-sen, para transformar a China em um Estado democrático moderno. Efetivamente, a tutela política significou um governo unipartidário comandado pelo Kuomintang, mas o partido dividiu-se politicamente em facções concorrentes.
Esta divisão política tornou difícil para Chiang combater os comunistas, com quem o Kuomintang guerreava desde 1927, na Guerra Civil Chinesa. Esta guerra continuou com êxito para o Kuomintang, especialmente depois que os comunistas se retiraram na Grande Marcha, até que o Incidente de Xi’an e a agressão japonesa forçaram Chiang a enfrentar o Japão Imperial.
| |  | |
| Civis chineses sendo enterrados vivos por soldados japoneses durante o Massacre de Nanquim, na Segunda Guerra Sino-Japonesa (1937-1945) |  | Chiang Kai-shek e Mao Tsé-Tung celebram a vitória sobre o Japão, no final da Segunda Guerra Mundial, em 1945 |

A Segunda Guerra Sino-Japonesa (1937–1945), uma parte da Segunda Guerra Mundial, forçou uma aliança entre o Kuomintang e os comunistas. A "Política dos Três Tudos" do Japão no norte da China — "matar todos, queimar tudo e destruir tudo" — levou a inúmeras atrocidades de guerra cometidas contra a população civil pelos soldados japoneses; ao todo, mais de 20 milhões de civis chineses morreram. Estima-se que 200 000 chineses foram massacrados apenas na cidade de Nanquim durante a ocupação japonesa.
O Japão se rendeu incondicionalmente para a China em 1945. Taiwan, incluindo as Ilhas Pescadores, foi colocada sob o controle administrativo da República da China, que imediatamente reivindicou sua soberania. A China emergiu vitoriosa, com o auxílio da invasão soviética em agosto de 1945, mas foi devastada e financeiramente drenada pela guerra. A desconfiança permanente entre o Kuomintang e os comunistas levou à retomada da guerra civil. Em 1947, a lei constitucional foi estabelecida, mas por causa da contínua agitação muitas disposições da Constituição da República da China nunca foram implementadas na China continental.

### República Popular (1949–presente)

#### Maoismo

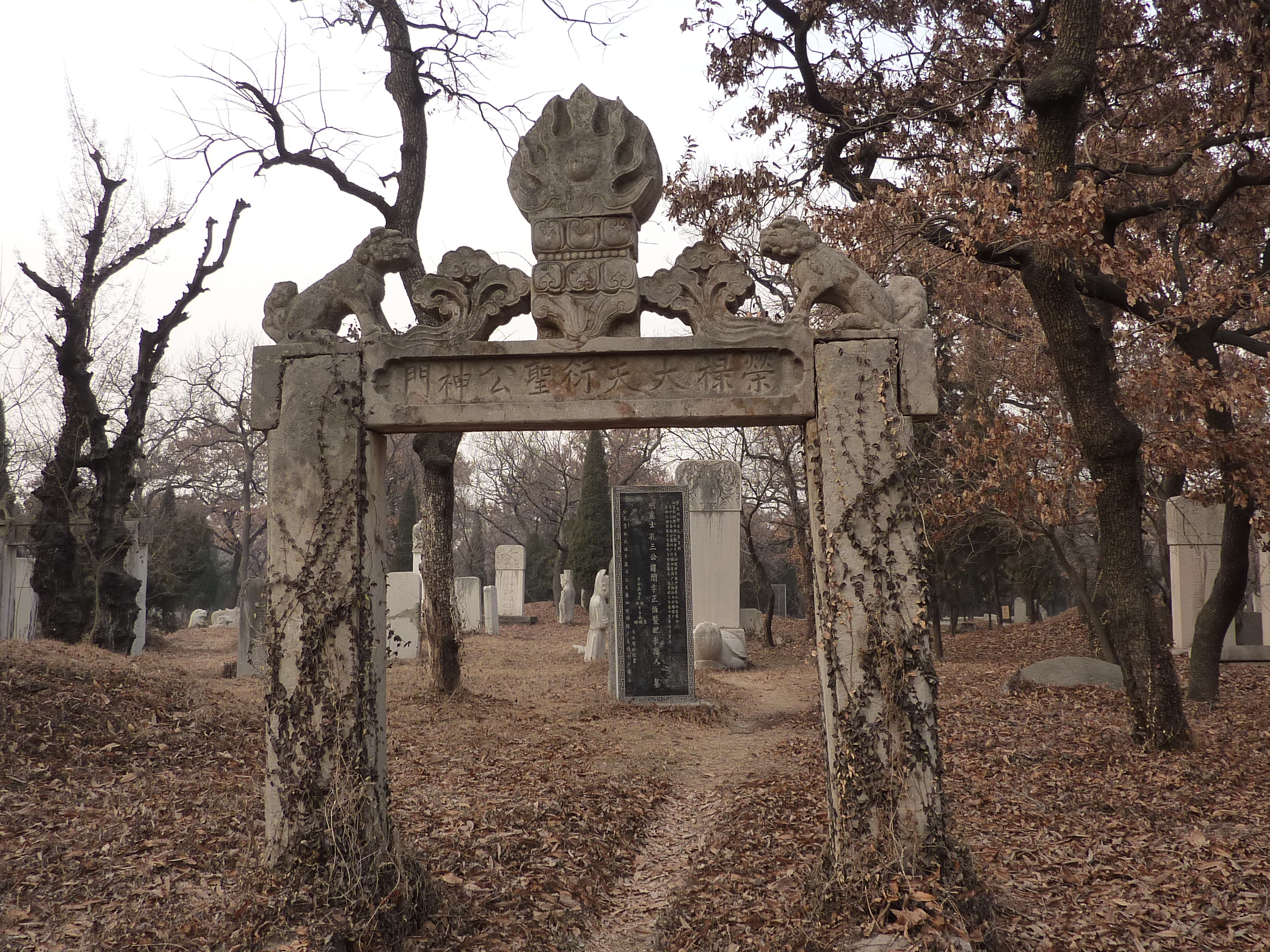
O Cemitério de Confúcio em Qufu foi atacado pela Guarda Vermelha durante a Revolução Cultural

Os conflitos da Guerra Civil Chinesa terminam em 1949, quando o Partido Comunista tomou o controle da China continental e o Kuomintang recuou para o mar, reduzindo seu território para apenas Taiwan, Ainão e suas ilhas vizinhas. Em 1 de outubro de 1949, Mao Tsé-Tung proclamou a criação da República Popular da China, que ficou conhecida no ocidente como "China comunista" ou "China Vermelha" durante o período da Guerra Fria. Em 1950, o Exército de Libertação Popular (ELP) teve sucesso na recaptura de Ainão da República da China, ocupou o Tibete e derrotou a maioria das forças remanescentes do Kuomintang nas províncias de Iunã e Sinquião, apesar de alguns redutos do Partido Nacionalista ainda tiverem sobrevivido por muito mais tempo.
Os primeiros líderes da República Popular da China (RPC) nasceram na ordem imperial tradicional, mas foram influenciados pelo Movimento de Quatro de Maio e pelos ideais reformistas. Eles tentaram mudar alguns aspectos tradicionais da cultura chinesa, como a posse da terra rural, o sexismo e o sistema educacional confucionista, preservando outros, como a estrutura familiar e a cultura de obediência ao Estado.
Mao encorajou o crescimento da população e, sob a sua liderança, a população chinesa quase duplicou, passando de cerca de 550 milhões para mais de 900 milhões de habitantes. No entanto, o "Grande Salto Adiante" de Mao, um projeto de larga escala de reforma econômica e social, resultou em um número estimado de 45 milhões de mortes entre 1958 e 1961, principalmente por causa da fome. Entre 1 e 2 milhões de proprietários de terra foram executados sob a acusação de serem "contrarrevolucionários".
Em 1966, Mao e seus aliados lançaram a Revolução Cultural, que duraria até a morte do líder comunista uma década depois. Essa Revolução, motivada por lutas de poder dentro do partido e pelo medo da União Soviética, levou a uma grande reviravolta na sociedade chinesa. Em outubro de 1971, a República Popular da China substituiu Taiwan na Organização das Nações Unidas e tomou seu lugar como membro permanente do Conselho de Segurança. No mesmo ano, pela primeira vez, o número de países que reconheciam a República Popular da China superou os que reconheciam a República da China, com sede em Taipei, como o governo legítimo do país. Em fevereiro de 1972, no auge da ruptura sino-soviética, Mao e Zhou Enlai encontraram o então presidente americano Richard Nixon em Pequim. No entanto, os Estados Unidos só foram reconhecer oficialmente a República Popular como o único governo legítimo da China em 1 de janeiro de 1979.
Alguns analistas veem o período pós-1949 como uma continuação da história dinástica tradicional chinesa, enquanto outros afirmam que o governo do Partido Comunista danificou os fundamentos da cultura chinesa, especialmente através de movimentos políticos, como a Revolução Cultural dos anos 1960, onde muitos aspectos da cultura tradicional foram destruídos, tendo sido denunciados como "regressivos e prejudiciais" ou "vestígios do feudalismo". Muitas características importantes da moral e da cultura tradicional do país, como o confucionismo, a arte, a literatura e as artes cênicas, como a Ópera de Pequim, foram alterados conforme as políticas do governo e a propaganda da época.

#### Abertura econômica
Após a morte de Mao em 1976 e a prisão do Bando dos Quatro, que foram responsabilizados pelos excessos da Revolução Cultural, Deng Xiaoping rapidamente arrebatou o poder do sucessor de Mao, Hua Guofeng. Embora ele nunca tenha se tornado o chefe do partido ou do Estado, Deng foi o "líder supremo" de fato da China na época e sua influência dentro do Partido levou o país a importantes reformas econômicas. Posteriormente, o Partido Comunista afrouxou o controle governamental sobre a vida dos cidadãos e as comunas populares foram dissolvidas, sendo que muitos camponeses receberam múltiplos arrendamentos de terra, com o aumento de incentivos e da produção agrícola. Estes eventos marcaram a transição da China de uma economia planejada para uma economia mista com um ambiente de mercado cada vez mais aberto, um sistema chamado por alguns de "socialismo de mercado" e que o Partido Comunista da China oficialmente descreve como "socialismo com características chinesas". A China adotou a sua atual constituição em 4 de dezembro de 1982. Outras fontes, no entanto, interpretam as reformas impostas pelo governo chinês como um abandono do sistema econômico socialista.
A morte do oficial pró-reforma Hu Yaobang ajudou a desencadear o Protesto na Praça da Paz Celestial em 1989, durante o qual estudantes e outros civis fizeram campanha por vários meses, pedindo o combate contra a corrupção e uma maior reforma política, que incluísse os direitos democráticos e a liberdade de expressão. No entanto, eles foram finalmente dispersos em 4 de junho, quando as tropas e veículos do ELP entraram à força e abriram a praça, resultando em várias vítimas. Este evento foi amplamente divulgado e trouxe condenação mundial e sanções contra o governo chinês. O incidente conhecido como "O Rebelde Desconhecido" tornou-se particularmente famoso na época.
O presidente Jiang Zemin e o primeiro-ministro Zhu Rongji, ambos ex-prefeitos da cidade de Xangai, lideraram a nação na década de 1990. Sob os dez anos de administração de Jiang e Zhu, o desempenho econômico do país retirou cerca de 150 milhões de camponeses da pobreza e manteve uma taxa média anual de crescimento do produto interno bruto (PIB) de 11,2%. O país aderiu formalmente à Organização Mundial do Comércio (OMC) em 2001.

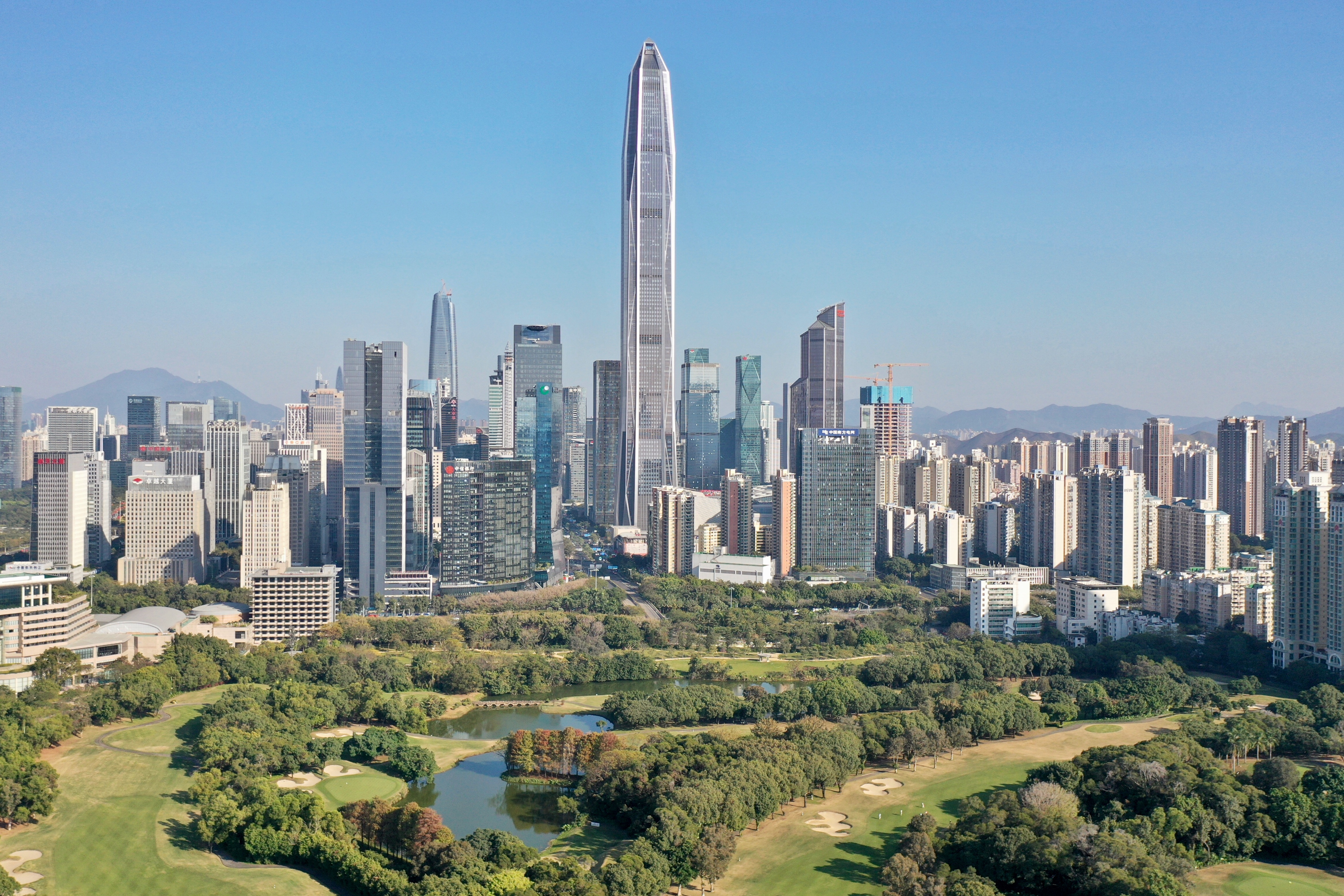
Panorama de Shenzhen. Em 2017, 90% dos produtos eletrônicos vendidos ao redor do mundo eram feitos na cidade

No entanto, o rápido crescimento econômico que tornou a economia chinesa a segunda maior do mundo, também impactou severamente os recursos naturais e o meio ambiente do país. Outra preocupação é que os benefícios do crescimento da economia não foram distribuídos uniformemente entre a população, resultando em uma ampla lacuna de desenvolvimento entre as áreas urbanas e rurais. Como resultado, com o presidente Hu Jintao e o primeiro-ministro Wen Jiabao, o governo chinês iniciou políticas para abordar estas questões de distribuição equitativa de recursos, embora o resultado continue a ser observado. Mais de 40 milhões de agricultores foram deslocados de suas terras, em geral para o desenvolvimento econômico, contribuindo para as 87 000 manifestações e motins que aconteceram por toda a China apenas em 2005. Os padrões de vida melhoraram significativamente, mas os controles políticos se mantiveram estáveis.
Embora a China tenha, em grande parte, conseguido manter a sua rápida taxa de crescimento econômico, apesar da recessão no final da década de 2000, sua taxa de crescimento começou a diminuir no início da década de 2010 e a economia continua excessivamente centrada no investimento fixo. Além disso, os preparativos para uma grande mudança de liderança no Partido Comunista no final de 2012 foram marcados por disputas entre facções e escândalos políticos. Durante a mudança da liderança da China em novembro de 2012, Hu Jintao e Wen Jiabao foram substituídos como presidente e primeiro-ministro por Xi Jinping e Li Keqiang, que assumem tais cargos em 2013. Em novembro de 2022, aproximadamente 530 milhões de pessoas, ou 40% da população, enfrentavam alguma medida restritiva imposta pelo governo devido à Pandemia de COVID-19. Protestos foram relatados em todo o país, em uma rara demonstração de dissidência contra o Partido Comunista.

## Geografia

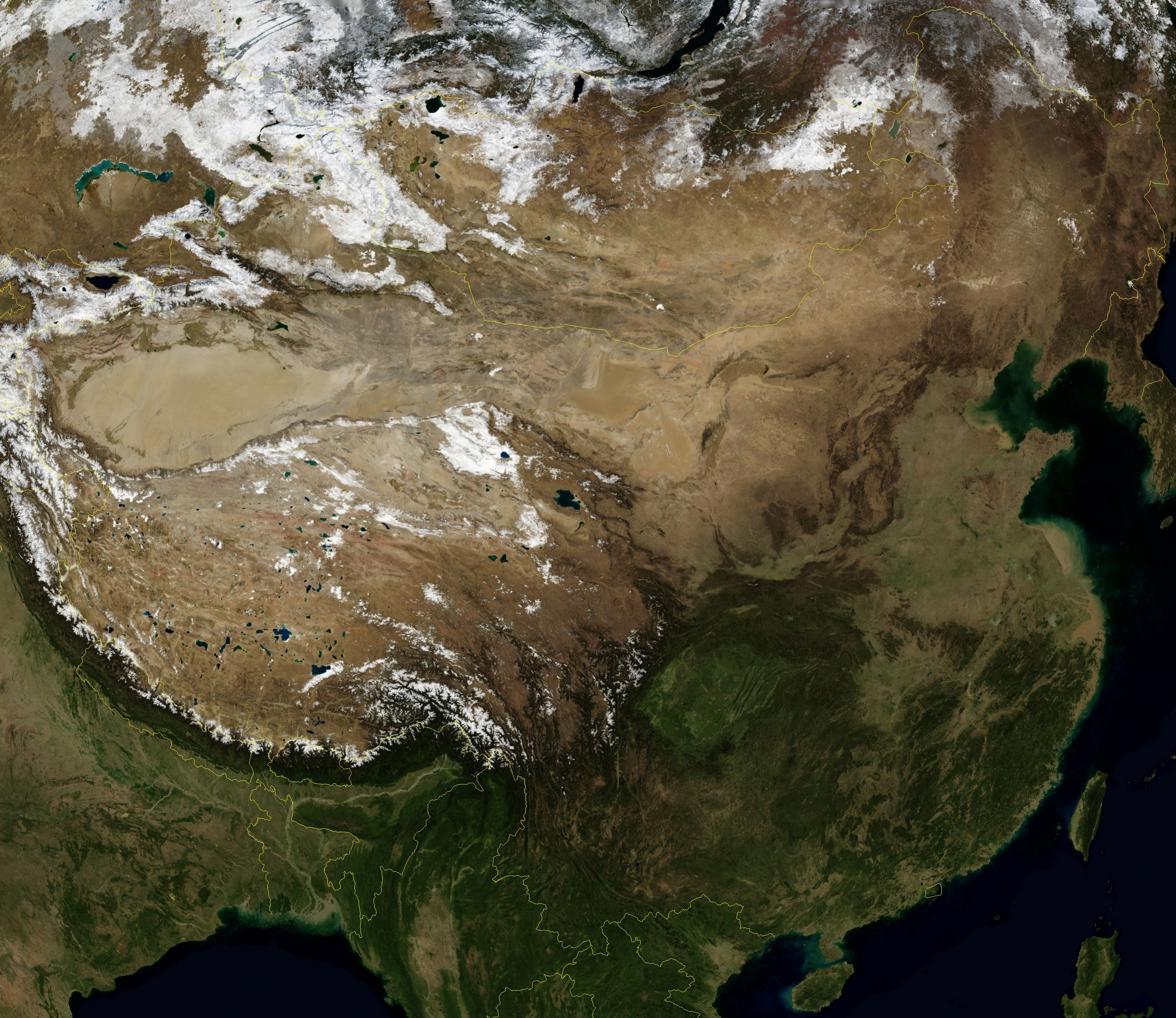
Imagem de satélite do extenso território chinês

A República Popular da China é o terceiro maior país do mundo em área terrestre e é considerado o terceiro ou quarto maior em relação à área total. A incerteza sobre o tamanho do país está relacionada com a validade de certos territórios reivindicados pela China, como Aksai Chin e Vale de Shaksgam (ambos os territórios também são reivindicados pela Índia), e com a forma como a área territorial é calculada.
A China tem fronteiras com catorze nações, mais do que qualquer outro país do mundo; no sentido horário, a partir do sul: Vietnã, Laos, Myanmar, Índia, Butão, Nepal, Paquistão, Afeganistão, Tajiquistão, Quirguistão, Cazaquistão, Rússia, Mongólia e Coreia do Norte. Além disso, a fronteira entre a República Popular da China e a República da China (Taiwan) está localizada em águas territoriais. A China tem uma fronteira terrestre de 22 457 km, a maior do mundo.
O território da China possui uma grande variedade de paisagens. No leste, ao longo da costa do Mar Amarelo e do Mar da China Oriental, há extensas planícies aluviais densamente povoadas, enquanto nas bordas do planalto da Mongólia Interior, no norte, campos podem ser vistos. O sul da China é dominado por colinas e cordilheiras baixas.
No centro-leste estão os deltas dos dois maiores rios chineses, o rio Amarelo e o rio Yangtzé (Chang Jiang). Outros rios importantes são o Xi-Jiang, o Mekong, o Brahmaputra e o Amur. Para o oeste, estão cordilheiras importantes, especialmente o Himalaia, com o ponto mais alto da China na metade oriental do monte Everest, e caracterizado por altos planaltos entre as paisagens mais áridas, como o Taklamakan e o deserto de Gobi.

### Flora e fauna

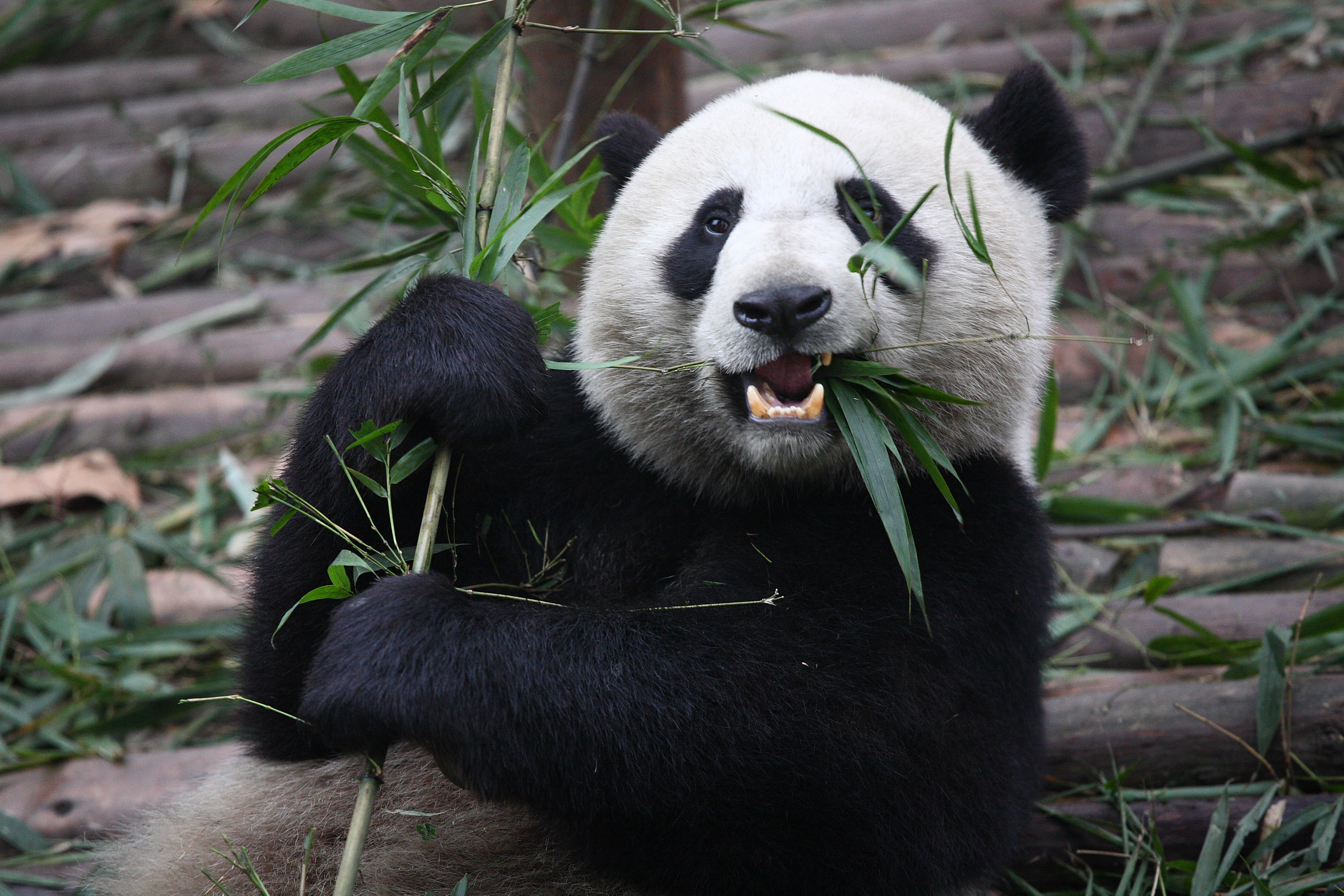
Panda-gigante, animal endêmico da China

Um dos dezessete países megadiversos, a China encontra-se em duas das biorregiões mais importantes do mundo, a paleártica e a indomalaia. Na zona paleártica, são encontrados mamíferos como cavalos, camelos, jerboas e tigres. Entre as espécies encontradas na região indomalaia, estão o gato-leopardo, o tigre Amoy, o rato-de-bambu, tupaias e várias espécies de macacos e símios. Algumas sobreposições existem entre as duas regiões, por causa da dispersão natural e da migração, como veados, antílopes, ursos, lobos, porcos e roedores. O famoso panda-gigante é encontrado somente em uma área limitada ao longo do rio Yangtzé. Há um problema com o comércio de espécies ameaçadas, embora já existam leis que proíbem tais atividades.
A flora da China também contém uma variedade de tipos de floresta. O nordeste e o noroeste do país contêm montanhas e florestas de coníferas, suportando espécies animais que incluem alces e ursos-negros-asiáticos, juntamente com cerca de 120 tipos de aves. As úmidas florestas de coníferas podem ter moitas de bambu como um sub-bosque, sendo substituído por rododendros. As florestas subtropicais, que dominam a região central-sul da China, abrigam 146 000 espécies de plantas. Florestas tropicais e florestas tropicais sazonais, embora confinadas em Iunã e na ilha de Ainão, na verdade, contêm um quarto de todas as espécies vegetais e animais encontradas na China.

### Problemas ambientais

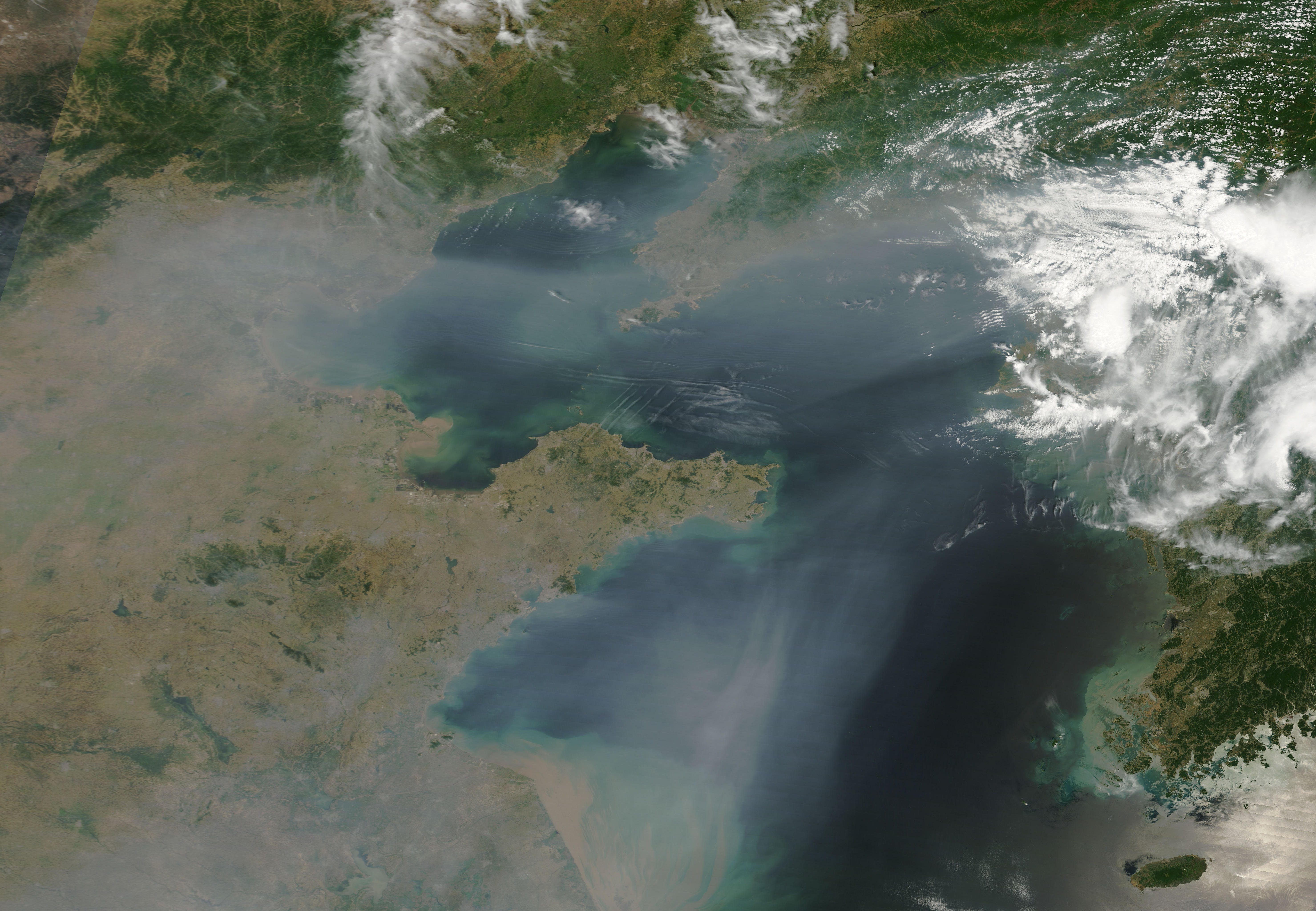
Imagem de satélite de uma espessa neblina formada por poluição atmosférica (proveniente de poluição urbana e industrial) sobre a costa oriental da China, na região da Baía Bohai e do Mar Amarelo; junho de 2009

Nas últimas décadas, a China sofreu com a grave deterioração ambiental e poluição de seu território. Embora algumas legislações, tais como a Lei de Proteção Ambiental de 1979, sejam bastante rigorosas, elas são mal aplicadas, já que são frequentemente desconsideradas pelas comunidades locais e funcionários do governo em favor do rápido desenvolvimento econômico. Como resultado, os protestos públicos e distúrbios por questões ambientais têm se tornado cada vez mais comum no país.
Ativistas ambientais, tais como Ma Jun advertiram sobre o perigo de que a poluição da água representa para a sociedade chinesa. De acordo com o Ministério chinês de Recursos Hídricos, cerca de 300 milhões de chineses não têm acesso à água potável e 40% dos rios do país estavam poluídos por resíduos industriais e agrícolas no final de 2011. Esta crise é agravada pelo problema perene da escassez de água, sendo que 400 das 600 cidades chinesas pesquisadas apresentavam poucos recursos de água potável. Além disso, várias grandes cidades costeiras do país, incluindo Xangai, são consideradas altamente vulneráveis a inundações de larga escala.
No entanto, a China é investidor mundial líder em tecnologias de energias renováveis, com 52 bilhões dólares investidos apenas em 2011. O país produz mais turbinas eólicas e painéis solares do que qualquer outro e projetos de energia renovável, como o aquecimento solar de água, são amplamente adotados, em nível local. Em 2009, mais de 17% da energia da China foi obtida a partir de fontes renováveis, principalmente de usinas hidrelétricas, das quais a China tem uma capacidade total instalada de 197 GW. Em 2011, o governo chinês anunciou planos de investir quatro trilhões de yuans (618,55 bilhões de dólares) em projetos de infraestrutura de água ao longo de um período de dez anos e para completar a construção de um sistema de prevenção de inundações e antissecas até 2020.

### Clima e meio ambiente

China pela classificação climática de Köppen

A China tem um clima dominado principalmente por estações secas e monções úmidas, o que leva a diferenças de temperatura no inverno e no verão. No inverno, os ventos do norte, provenientes de áreas de altas latitudes, são frios e secos; no verão, os ventos do sul, de zonas marítimas em baixa latitude, são quentes e úmidos. O clima na China é diferente de região para região por causa da extensa e complexa topografia do país.
Uma questão importante é a contínua expansão dos desertos, principalmente o deserto de Gobi. Embora as linhas de barreira de árvores, plantadas desde 1970, tenham reduzido a frequência de tempestades de areia, secas prolongadas e resultados negativos nas práticas agrícolas, tempestades de poeira ainda assolam o norte da China a cada primavera e então se espalham para outras partes do leste da Ásia, incluindo Japão e Coreia. De acordo com a fiscalização ambiental da China, a SEPA, a República Popular da China perde cerca de 4 000 km² por ano para a desertificação.
Água, erosão e controle da poluição têm se tornado questões importantes nas relações da China com outros países. O derretimento das geleiras no Himalaia, também pode levar à escassez de água para centenas de milhões de pessoas.
- Geografia
- Mar das Cinco Flores no Vale Jiuzhaigou, Sichuan.
- Muztagh Ata, em Xinjiang.
- Deserto de Gobi em Dunhuang, Gansu.
- Rio Li em Guilin, Guangxi.
- Parque Geológico Nacional Zhangye Danxia.
- Mar da China Meridional em Sanya, Hainan.

## Demografia

Mapa da densidade populacional no território chinês. As províncias litorâneas, no leste do país, são muito mais densamente povoadas do que o interior chinês, no oeste

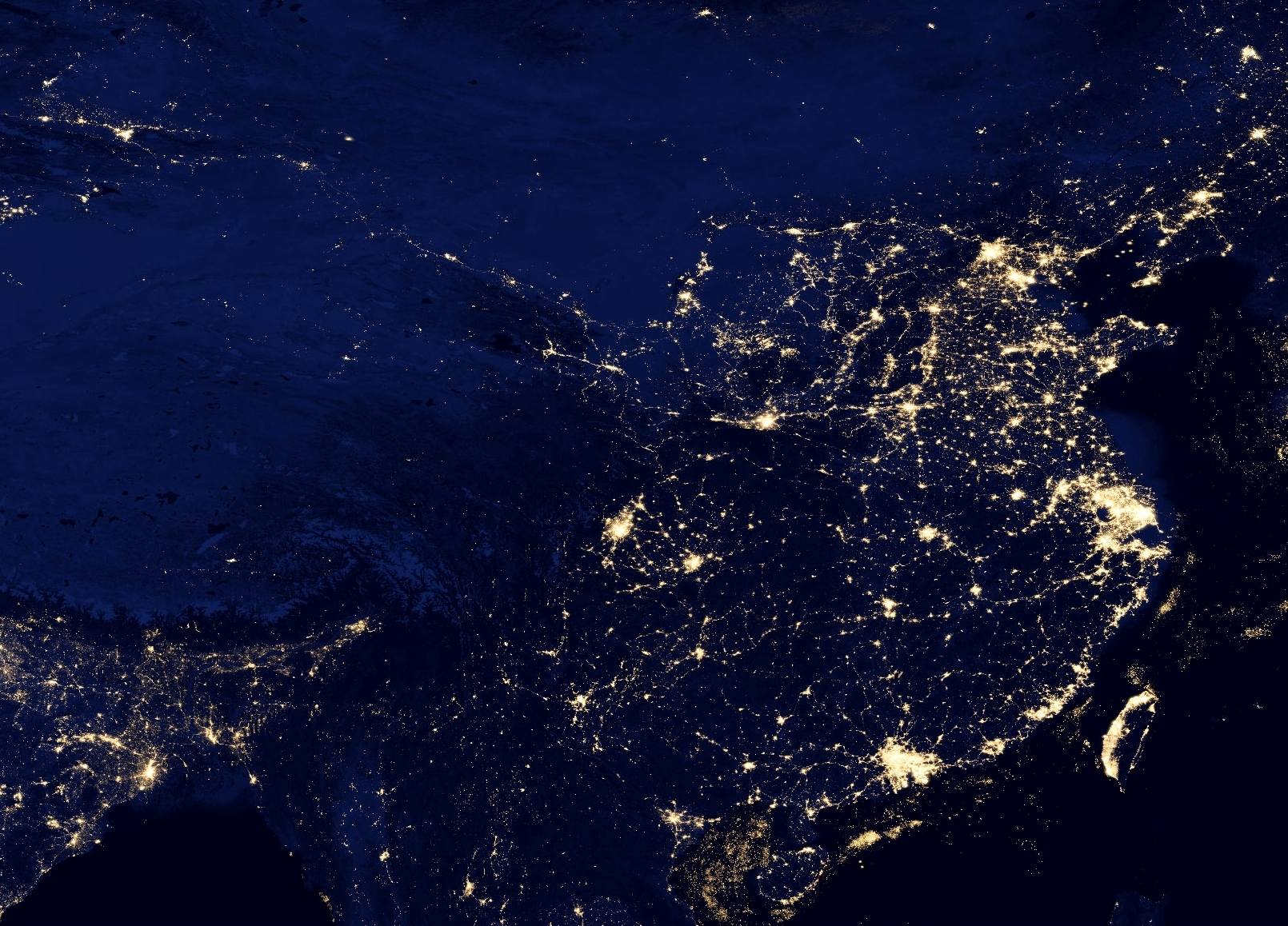
Imagem de satélite do território chinês e de outras partes da Ásia Oriental à noite

O censo nacional de 2010 estimou a população da República Popular da China em 1 338 612 968 habitantes. Cerca de 21% da população (145 461 833 homens; 128 445 739 mulheres) tinha 14 anos ou menos, 71% (482 439 115 homens; 455 960 489 mulheres) tinha entre 15 e 64 anos de idade e 8% (48 562 635 homens; 53 103 902 mulheres) tinha mais de 65 anos de idade. A taxa de crescimento populacional em 2006 foi de 0,6%.
Ao final de 2010, a proporção de pessoas do continente chinês com quatorze anos ou menos era de 16,60%, enquanto o número com sessenta anos ou mais cresceu para 13,26% da população, dando uma proporção total de dependentes de 29,86%. A proporção da população em idade de trabalho era de cerca de 70%.
Embora seja um país de renda média para os padrões ocidentais, o rápido crescimento do país tem tirado centenas de milhões de pessoas da pobreza desde 1978. Hoje, cerca de 10% da população chinesa vive abaixo da linha de pobreza (com 1 dólar por dia), uma queda de 64% em relação aos níveis de 1978. O desemprego urbano na China caiu para 4% no final de 2007, embora o desemprego global real seja de cerca de 10%.
Com uma população de mais de 1,3 bilhões e escassez de recursos naturais, a China está muito preocupada com seu crescimento populacional e tentou, com resultados diversos, implementar uma política rigorosa de planejamento familiar, conhecida como "política do filho único". A meta do governo é de uma criança por família, com exceções para as minorias étnicas e com certo grau de flexibilidade nas áreas rurais. Espera-se que o crescimento populacional da China estabilize-se nas primeiras décadas do século XXI, embora algumas projeções estimem uma população entre 1,4 bilhões e 1,6 bilhões até 2025. O Ministro de Planejamento Familiar da China indicou que a política do filho único será mantida pelo menos até 2020. No entanto, essa estratégia do governo encontra resistência, particularmente nas áreas rurais do país, por causa da necessidade de trabalho agrícola e de uma tradicional preferência por meninos (que mais tarde podem servir como herdeiros do sexo masculino). As famílias que não respeitam essa política frequentemente mentem durante os censos.

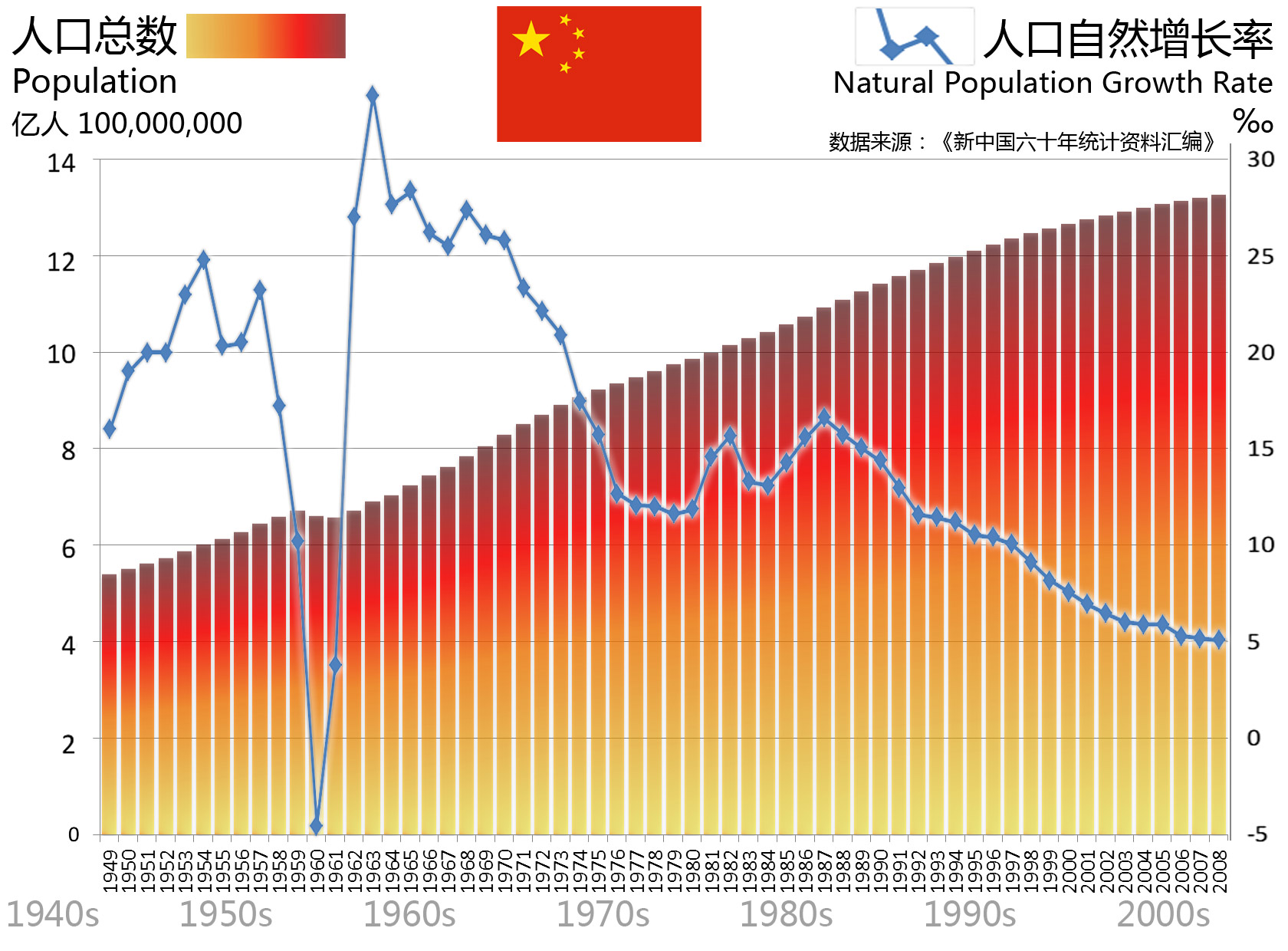
Crescimento populacional chinês de 1949 a 2008

A decrescente confiança das estatísticas demográficas da China desde o início do planejamento familiar no final dos anos 1970 torna a avaliação da eficácia dessa política difícil. Os dados do censo de 2010 indicam que a taxa de fecundidade total pode agora ser em torno de 1,4 filhos por mulher. O governo está particularmente preocupado com o desequilíbrio na proporção entre os sexos no nascimento, aparentemente um resultado de uma combinação da tradicional preferência por meninos e da pressão do planejamento familiar, o que levou à proibição de utilização de dispositivos de ultrassonografia para situações não emergenciais, em uma tentativa de se evitar abortos seletivos.
Segundo o censo de 2010, havia 118,06 meninos nascidos para cada 100 meninas, o que é 0,53 pontos menor do que o índice obtido em uma pesquisa por amostragem populacional realizada em 2005. No entanto, a razão de sexo de 118,06 ainda está além da faixa normal de cerca de 105% e os especialistas alertam para uma crescente instabilidade social se esta tendência continuar. Para a população nascida entre os anos de 1900 e 2000, estima-se que poderia haver 35,59 milhões mulheres a menos do que homens. Outros demógrafos argumentam que os desequilíbrios de gênero observados podem surgir a partir do sub-registro dos nascimentos de meninas. Um estudo recente sugere que até três milhões de bebês chineses sejam escondidos pelos seus pais a cada ano. De acordo com o censo de 2010, os homens representavam 51,27% do total da população, enquanto as mulheres compunham 48,73% do total.
Em 2023,a Índia superou a China como o país mais populoso.

### Composição étnica e idiomas

Mapa das variantes da língua chinesa

A China reconhece oficialmente 56 grupos étnicos distintos, sendo o maior deles os chineses da etnia han, que constituem cerca de 91,51% da população total do país. Os han, o maior grupo étnico único do mundo, superam outros grupos étnicos chineses em cada província, município e região autônoma, exceto no Tibete e em Sinquião. Eles são descendentes de antigas tribos huaxia que viviam ao longo do rio Amarelo.
As minorias étnicas representam cerca de 8,49% da população chinesa, de acordo com o censo de 2010. Em comparação com o censo populacional de 2000, a população han aumentou em 66 537 177 pessoas, ou 5,74%, enquanto a população das 55 minorias nacionais combinadas aumentou 7 362 627 de pessoas, ou 6,92%.
O censo de 2010 registrou um total de 593 832 cidadãos estrangeiros que viviam na China. Os maiores desses grupos eram provenientes da Coreia do Sul (120 750), dos Estados Unidos (71 493) e do Japão (66 159).
Milhares de dialetos diferentes são falados na China, estes podendo variar de de cidade a cidade, e distrito a distrito. Os idiomas mais falados na China pertencem à família linguística sino-tibetana. Há, também, vários grandes grupos linguísticos dentro da língua chinesa. As variedades mais faladas são o mandarim (nativamente falado por mais de 70% da população), o wu (inclui o xangainês), o yue (inclui o cantonês e o taishanês), o min (inclui hokkien e teochew), o xiang, o gan e o hacá. Línguas não sínicas faladas amplamente por minorias étnicas incluem o zhuang, o mongol, o tibetano, o uigur, o hmong e o coreano. O mandarim padrão, uma variedade do mandarim baseada no dialeto de Pequim, é a língua oficial nacional e é usado como uma língua franca entre as pessoas de diferentes origens linguísticas.

### Urbanização
Desde 2000, as cidades chinesas têm se expandido a uma taxa média de 10% ao ano. Estima-se que a população urbana do país irá aumentar para 400 milhões de pessoas em 2025, quando suas cidades irão abrigar uma população de mais de um bilhão de habitantes. A taxa de urbanização do país aumentou de 17,4% para 46,6% entre 1978 e 2009, uma escala sem precedentes na história humana. Entre 150 e 200 milhões de trabalhadores migrantes trabalham em tempo parcial nas grandes cidades, voltando para o campo periodicamente com os seus ganhos.
Hoje, a China tem dezenas de cidades com um milhão ou mais de habitantes, incluindo as três cidades globais de Pequim, Hong Kong e Xangai. Em 2025, estima-se que o país terá 221 cidades com mais de um milhão de habitantes.

### Religião
Religiões na China (2010)
Na China, o governo permite um grau limitado de liberdade religiosa, porém a tolerância oficial só é estendida aos membros de organizações religiosas aprovadas pelo Estado e não para aqueles que são adeptos de outras religiões. É difícil se obter o número exato de seguidores de grupos religiosos devido à falta de dados oficiais, mas há um consenso geral de que a religião no país está passando por um tipo de "ressurgimento" nos últimos 20 anos. Uma pesquisa de Phil Zuckerman, no site Adherents.com, concluiu que em 1998, 59% (mais de 700 milhões de pessoas) da população era irreligiosa. Enquanto outra pesquisa de 2007 constatou que existem 300 milhões de pessoas (23% da população) religiosas, divergindo do número oficial de 100 milhões.
Apesar dos resultados de diferentes pesquisas, a maioria concorda que as religiões tradicionais — budismo, confucionismo, taoismo e a religião tradicional chinesa — são as religiões dominantes. De acordo com várias fontes, o budismo na China possui entre 660 milhões (50%) a 1 bilhão de membros (80%), enquanto que o número de taoistas é de 400 milhões de pessoas (aproximadamente 30%).
No entanto, devido ao fato de que uma pessoa pode participar de duas ou mais crenças tradicionais e, ao mesmo tempo, pela dificuldade em diferenciar claramente o budismo, o confucionismo, o taoismo e a religião tradicional chinesa, o número de adeptos dessas religiões podem ser sobrepostos. Além disso, os seguidores do budismo e do taoismo não são considerados necessariamente religiosos por aqueles que seguem tais filosofias.

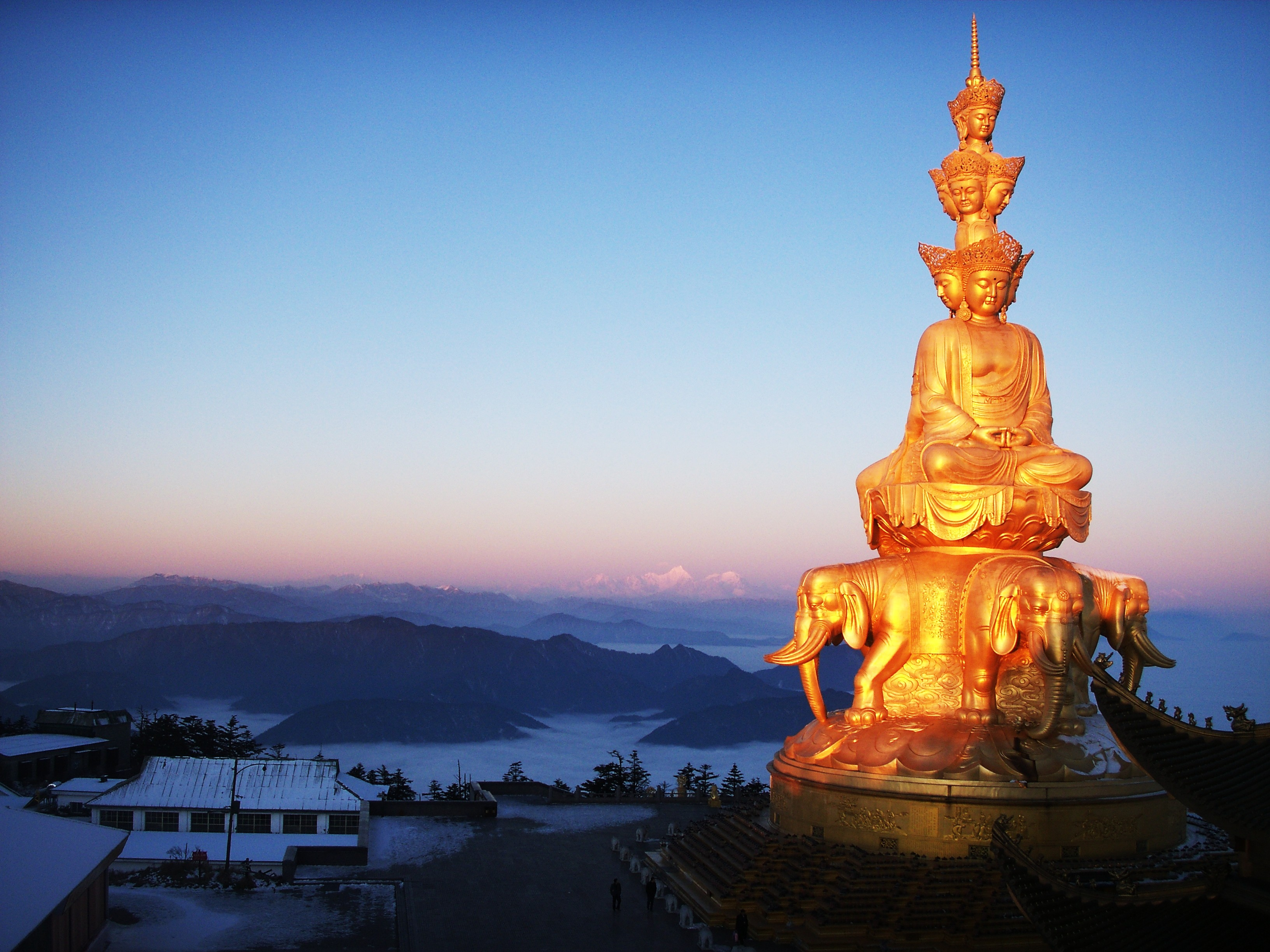
Estátua de Samantabhadra no cume do Monte Emei, em Sujuão, uma das montanhas sagradas da China

Das religiões minoritárias, o cristianismo tem sido particularmente destacado como uma das de mais rápido crescimento (especialmente desde os últimos 200 anos) e, hoje, possui entre 40 milhões (3%) a 54 milhões (4%) de seguidores, de acordo com pesquisas independentes, enquanto as estimativas oficiais sugerem que há apenas 16 milhões de cristãos no país. O islamismo também está presente no país, porém estatísticas sobre o tema são difíceis de serem encontradas e os valores que a maioria das estimativas fornecem ficam em torno de 20 e 30 milhões de muçulmanos (1,5% a 2% da população).
Existem também seguidores de outras religiões minoritárias, como o hinduísmo, o dongbaismo, o bön e uma série de novas religiões e seitas. Em julho de 1999, a prática espiritual da seita Falun Gong foi oficialmente proibida pelas autoridades e vários organismos internacionais têm criticado o tratamento do governo a esse grupo.

## Governo e Política
|                                                               |  |                                               |
| Grande Salão do Povo, onde está a Assembleia Popular Nacional |  | Zhongnanhai, a sede oficial do governo chinês |

A República Popular da China, ao lado da República Moldava da Transnístria (território não reconhecido internacionalmente), da República de Cuba, da República Democrática Popular da Coreia, da República Democrática Popular do Laos e da República Socialista do Vietnã é um dos seis Estados restantes que se declaram socialistas no mundo. No entanto, na prática, a estrutura política da China não pode ser caracterizada de maneira tão simples.
O governo chinês tem sido descrito como comunista e socialista, mas também como autoritário, com fortes restrições remanescentes em muitas áreas, principalmente em relação à internet, imprensa, liberdade de reunião, direitos reprodutivos e liberdade de religião.
Seu atual sistema político/econômico é denominado por seus líderes como "socialismo com características chinesas".

### Partido

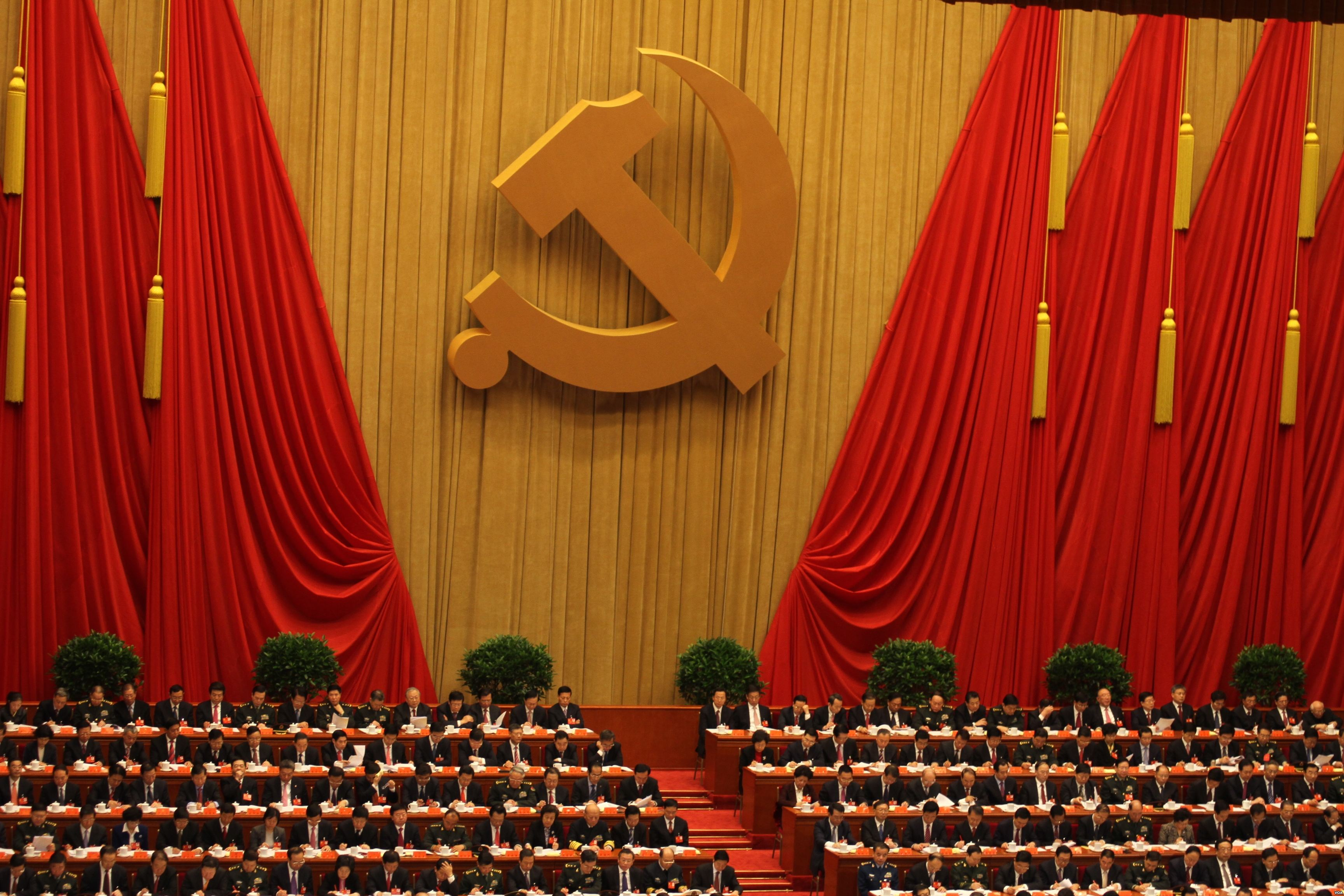
O Partido Comunista da China é o partido fundador e governante do país

O país é governado pelo Partido Comunista da China (PCC), cujo poder está consagrado na constituição. O sistema eleitoral chinês é hierárquico, segundo o qual os Congressos Populares locais são eleitos diretamente e todos os níveis mais elevados de Congresso Popular até a Assembleia Popular Nacional (APN) são eleitos indiretamente pelo Congresso Popular de nível imediatamente inferior. O sistema político é parcialmente descentralizado, com poucos processos democráticos internos ao partido e ao nível das vilas locais, embora estas experiências tenham sido marcadas pela corrupção. Há outros partidos políticos na China, referidos no país como partidos democráticos, que participam da Assembleia Popular Nacional e da Conferência Consultiva Política do Povo Chinês (CPPCC).
Comparada às suas políticas fechadas de até meados dos anos 1970, a liberalização da China resultou em um clima administrativo menos restritivo do que o anterior. O país apoia fortemente o princípio leninista de "centralismo democrático", mas a política chinesa é muito diferente da democracia liberal ou da social-democracia adotada na maioria dos países do Ocidente e a Assembleia Nacional Popular tem sido descrita como uma instituição que na prática é muito dependente do governo central.

### Governo
O presidente em exercício do país é Xi Jinping e seu primeiro-ministro é Li Keqiang, que também é um ex-membro sênior do Comitê Permanente do Politburo do Partido, um órgão com atualmente sete integrantes que dividem os cargos mais importantes do país. O secretário-geral do Partido Comunista da China é atualmente Xi Jinping, que é também o presidente da Comissão Militar Central e serve como líder político do país.
Houve alguns movimentos pela liberalização política do país, em que eleições abertas contestadas são agora realizadas nos níveis de vilas e cidades, sendo que as legislaturas têm mostrado alguma assertividade de vez em quando. No entanto, o partido mantém o controle efetivo sobre as nomeações governamentais: na ausência de uma oposição significativa, o PCC ganha por falta de concorrência na maioria das vezes. As preocupações políticas na China incluem diminuir o fosso crescente entre os ricos e os pobres, além do combate à corrupção dentro da liderança do governo. O nível de apoio popular ao governo e à sua gestão do país está entre os mais altos do mundo, sendo que 86% dos cidadãos chineses expressaram satisfação com a economia de sua nação de acordo com uma pesquisa do Pew Research Center feita em 2008.

### Relações exteriores

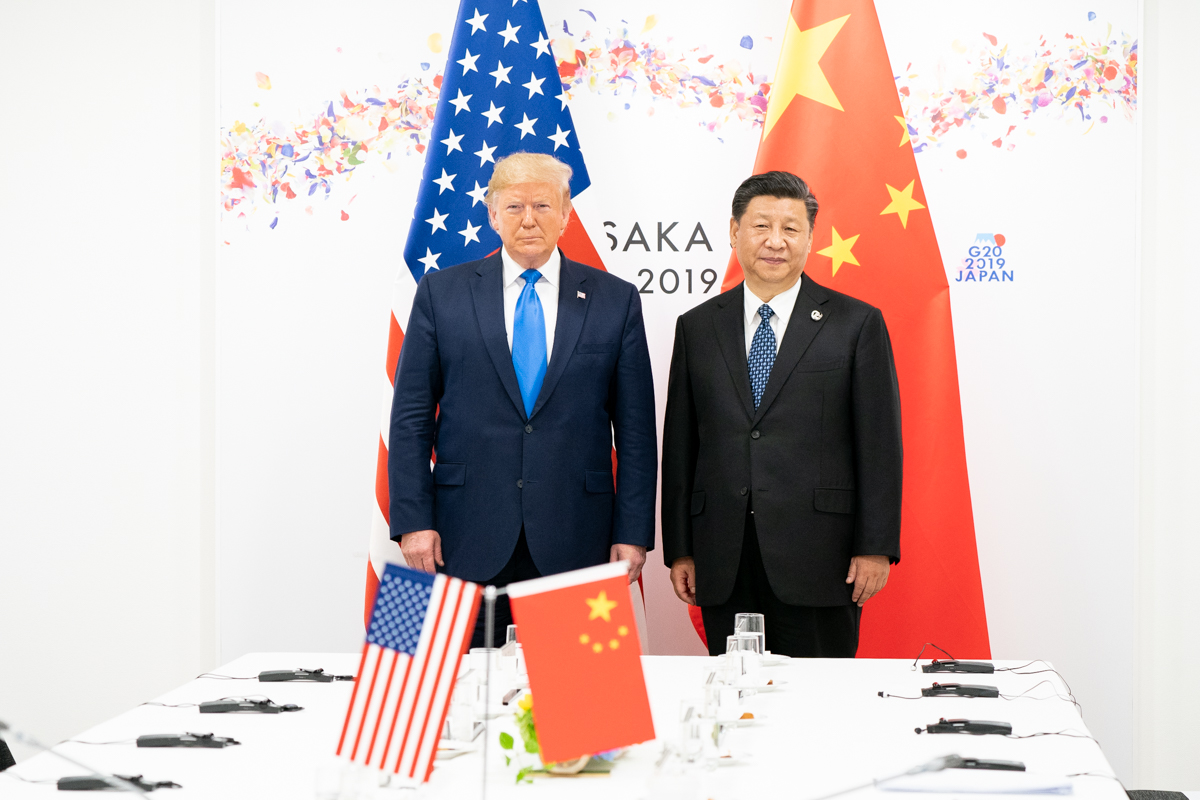
Xi Jinping em encontro com o presidente dos Estados Unidos, Donald Trump, em 2017

A República Popular da China (RPC) tem relações diplomáticas com 171 países e mantém embaixadas em 162 deles. A sua legitimidade é contestada pela República da China (RC, conhecida simplesmente como Taiwan) e alguns outros países; portanto, é o maior e mais populoso país, mas com reconhecimento relativamente limitado. A Suécia foi o primeiro país ocidental a estabelecer relações diplomáticas com a RPC em 9 de maio de 1950. Em 1971, a RPC substituiu a RC como o único representante da China nas Nações Unidas e como um dos cinco membros permanentes do Conselho de Segurança. O país também é um ex-membro e ex-líder do Movimento de Países Não Alinhados e ainda se considera um defensor dos países em desenvolvimento.
Sob a sua interpretação da "Política de Uma China", o país tornou um pré-requisito para o estabelecimento de relações diplomáticas que o outro país reconheça a sua reivindicação sob Taiwan e corte os laços oficiais com o governo taiwanês. As autoridades chinesas protestaram em várias ocasiões quando países estrangeiros fizeram aberturas diplomáticas com a RC, especialmente em relação a vendas de armamentos. Reuniões políticas entre líderes de governos estrangeiros e o 14º Dalai Lama também sofrem oposição do governo chinês, que considera o Tibete parte formal do seu território.
Grande parte da atual política exterior da China é declaradamente baseada nos Cinco Princípios de Coexistência Pacífica de Zhou Enlai: não interferência nos assuntos de outros países, não agressão, convivência pacífica, igualdade e benefícios mútuos. A política externa do país também é impulsionada pelo conceito de "harmonia sem uniformidade", que incentiva as relações diplomáticas entre os Estados, apesar de diferenças ideológicas. Esta política levou a China a apoiar os Estados que são considerados perigosos ou repressivos pelas nações ocidentais, como Zimbabué, Coreia do Norte e Irã.

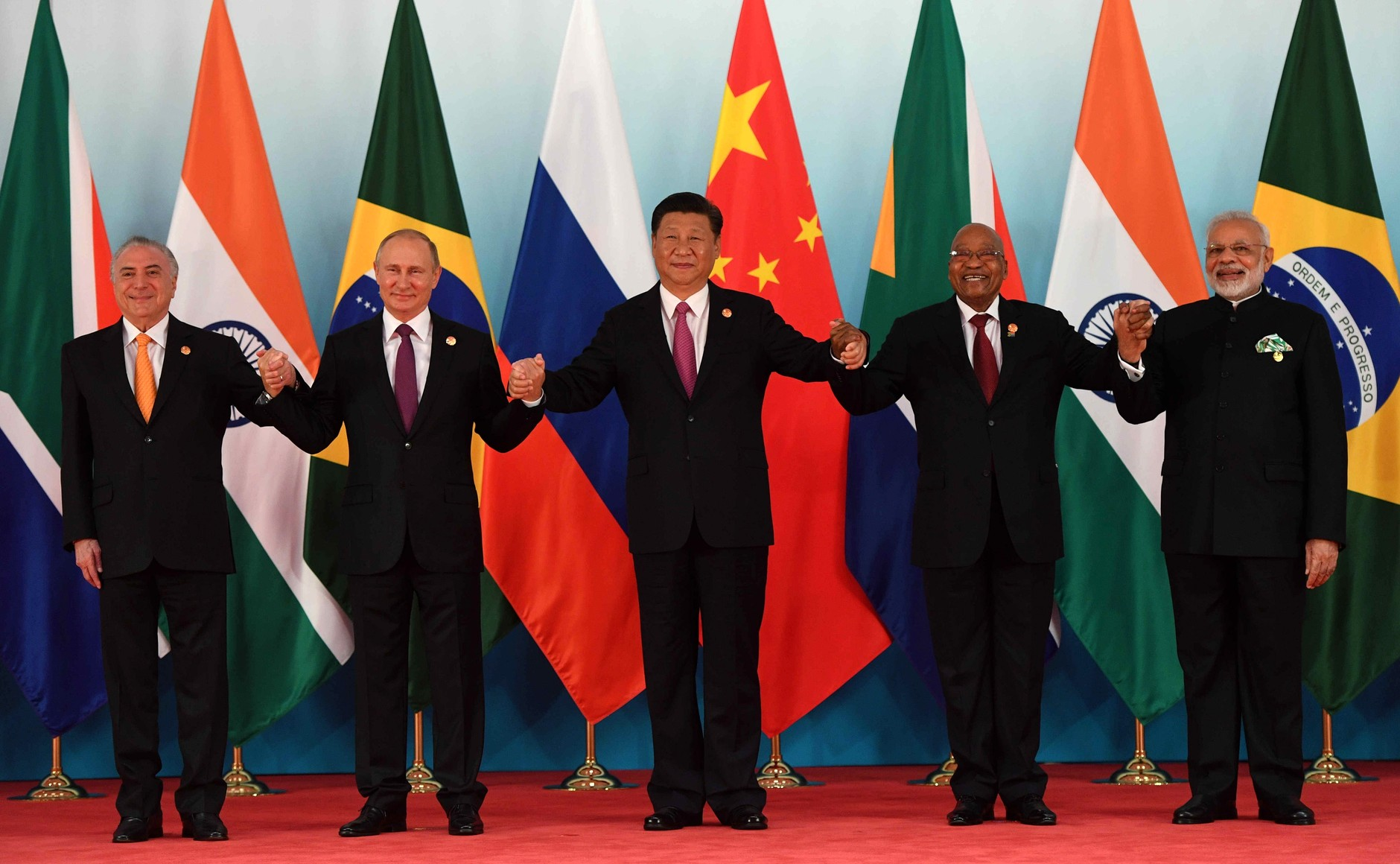
Nona cúpula dos países membros do BRICS na cidade chinesa de Xiamen, em setembro de 2017

Conflitos com países estrangeiros ocorreram em alguns momentos da história chinesa recente, particularmente com os Estados Unidos, como no bombardeio americano da embaixada chinesa em Belgrado, durante a Guerra do Kosovo em maio de 1999, e no incidente entre aviões militares dos dois países em abril de 2001 na província chinesa de Ainão. As relações internacionais do país com muitas nações ocidentais estremeceram-se por um tempo após a repressão militar no Protesto na Praça da Paz Celestial em 1989, embora nos últimos anos o país tenha melhorado suas relações diplomáticas com o Ocidente. A China também tem uma relação econômica cada vez mais próxima da Rússia e os dois governos muitas vezes votam em conjunto no Conselho de Segurança.
O país tem fortes laços políticos e econômicos com várias nações do mundo em desenvolvimento. Mais notavelmente, ele tem seguido uma política de engajamento com os países africanos em comércio e cooperação bilateral. A Xinhua, a agência de notícias oficial do país, declarou em 2008 que havia cerca de 750 000 cidadãos chineses que trabalhavam ou viviam na África. Além disso, a China tem reforçado os seus laços com as economias da América do Sul, tornando-se o maior parceiro comercial do Brasil e construindo laços estratégicos com a Argentina. Junto com Brasil, Rússia, Índia e África do Sul, o país é membro do grupo BRICS de economias emergentes importantes e sediou a terceira cúpula oficial do bloco em Sanya, na província de Ainão, em abril de 2011.

### Forças armadas
Com mais de 2,3 milhões de soldados ativos, o Exército de Libertação Popular (ELP) é a maior força militar do mundo, em termos de número de tropas, e possui o segundo maior orçamento de defesa do mundo. O ELP consiste de um exército, marinha, força aérea e uma força nuclear estratégica. O governo anunciou que o orçamento do ELP para 2009 foi de 70 bilhões de dólares. No entanto, os Estados Unidos afirmam que a China não informa sua despesa militar real. A Central Intelligence Agency (CIA) estima que o orçamento militar chinês real para 2008 tenha sido entre de 105 e 150 bilhões de dólares.
A República Popular da China (RPC), com a posse de armas nucleares, é considerada uma grande potência militar regional e uma superpotência militar emergente. O país é o único membro do Conselho de Segurança da ONU com uma capacidade de projeção de poder relativamente limitada.
Muito progresso foi feito na última década e a RPC continua a fazer esforços para concluir a modernização de suas forças armadas. O país comprou caças de última geração da Rússia, como o Sukhoi Su-30, e também produziu os seus próprios caças modernos, especificamente os chineses Chengdu J-10, Shenyang J-11 e Chengdu J-20. Também adquiriu e aprimorou o míssil russo S-300, que é considerado um dos melhores sistemas de interceptação de aeronaves do mundo. Em anos recentes, a China divulgou um protótipo de caça stealth, o Chengdu J-20, previsto para entrar em operação entre 2017 e 2019. Em anos recentes, a China concentrou-se na construção de navios de longo alcance, introduzindo seu primeiro porta-aviões.
Há pouca informação disponível sobre as motivações que apoiam a modernização militar da China. Um relatório de 2007 do Secretário de Defesa dos Estados Unidos observou que "as ações da China em determinadas áreas aparecem cada vez mais incompatíveis com as suas políticas declaratórias" de ascensão pacífica. Por sua vez, o governo chinês afirma que mantém um exército puramente para fins defensivos.
Algumas "usinas de ideias", como o Conselho Europa–Ásia, alegaram que as atuais tensões entre os Estados Unidos e a China sobre a decisão abrupta de Washington, D.C de vender armas à Taiwan podem desencadear uma nova corrida armamentista na Ásia alimentada basicamente por motivos ideológicos nacionais, uma situação que lembra em muitos aspectos a era McCarthy, quando os Estados Unidos foram abertamente favoráveis ao lobby de Chiang Kai-shek.

### Direitos humanos
Vários governos estrangeiros e ONGs rotineiramente acusam o governo chinês de violações sistemáticas de direitos humanos, além de genocídio cultural no Tibet, e de genocídio contra os Uigures. A República Popular da China é classificada pela Freedom House como "não livre". A Human Rights Watch aponta-lhe graves e constantes violações dos direitos humanos. A Amnistia Internacional aponta também numerosas violações desses direitos. Em 2010, a organização Repórteres sem Fronteiras classificou a China na 171ª posição (de 178) no "Índice de Liberdade de Imprensa".
Apesar da constituição afirmar que os "direitos fundamentais" dos cidadãos incluem a liberdade de expressão, a liberdade de imprensa, o direito a um julgamento justo e à liberdade de religião, o sufrágio universal e os direitos de propriedade, estas disposições não conferem aos chineses proteção significativa contra procedimentos penais do Estado.
A censura, inclusive na internet, é usada rotineiramente para silenciar críticas ao Partido Comunista Chinês. O governo reprime manifestações de organizações e crenças que considera uma ameaça à "estabilidade social", como foi o caso do Protesto na Praça da Paz Celestial em 1989, bem como dos Protestos em Hong Kong em 2019–2020. Apesar disso, o governo tem tido pouco sucesso em controlar a informação.
A China executa mais pessoas do que qualquer outro país no mundo, respondendo por 72% do total mundial de execuções em 2009, apesar de não ser o maior número per capita. O país também tem a segunda maior população carcerária do planeta (atrás apenas dos Estados Unidos), com 1 701 344 presos.
O governo chinês busca ativamente reprimir a repercussão internacional de suas ações, e responde às críticas afirmando que a noção de direitos humanos deve levar em conta o atual nível de desenvolvimento econômico e a situação geopolítica. O aumento da alfabetização, da expectativa de vida e do padrão de vida dos chineses médios nas últimas três décadas é visto pelo governo como um progresso tangível em matéria de direitos humanos. Os esforços na última década para combater desastres naturais e acidentes de trabalho também são retratados pelo governo como um progresso em matéria de direitos humanos.

## Subdivisões
A República Popular da China (RPC) tem o controle administrativo sobre 22 províncias e considera Taiwan como a sua 23ª província, apesar da ilha ser atualmente administrada pela República da China (RC), que contesta a alegação da RPC. A China também tem cinco subdivisões oficialmente denominadas regiões autônomas (cada uma com um grupo étnico minoritário designado); quatro municípios e duas Regiões Administrativas Especiais (RAE), que possuem um alto grau de autonomia política. Estas 22 províncias, cinco regiões autônomas e quatro municípios podem ser referidos coletivamente como "China continental", um termo que geralmente exclui as RAE de Hong Kong e Macau. Nenhuma dessas divisões são reconhecidas pelo governo da RC, que reivindica a totalidade do território da RPC.

## Economia

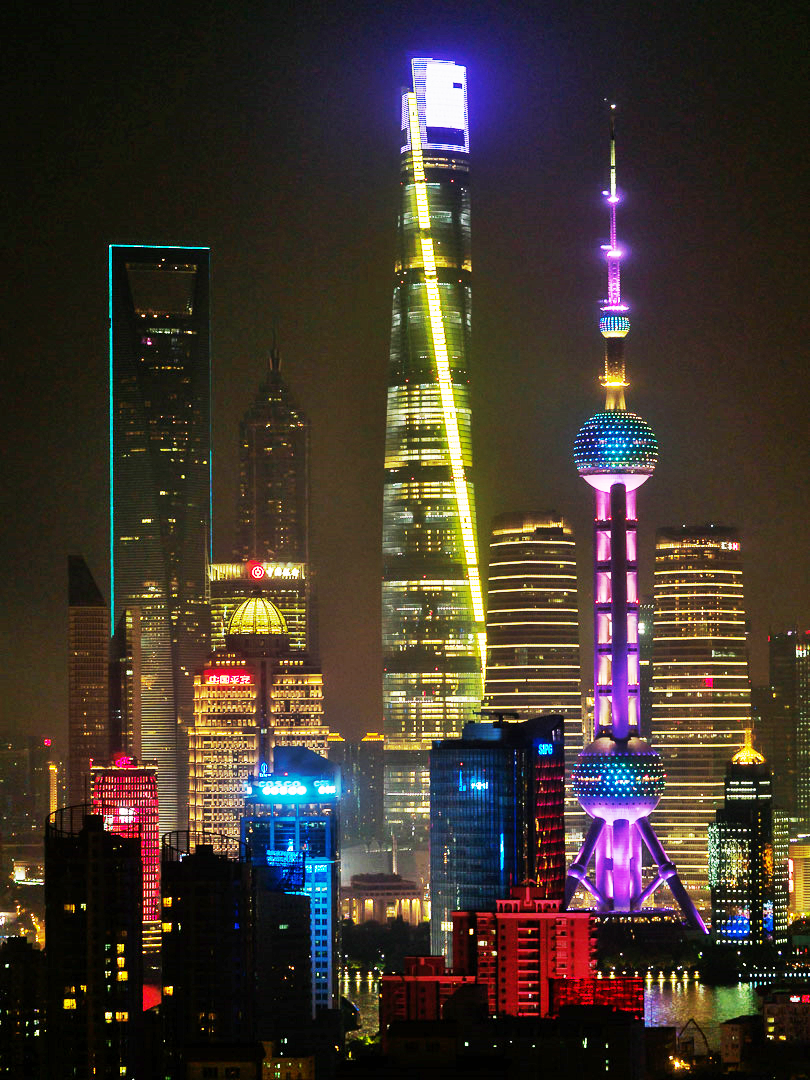
O distrito financeiro de Pudong, em Xangai, tornou-se símbolo de rápida expansão econômica da China desde os anos 1990, após as reformas promovidas por Deng Xiaoping

A economia da República Popular da China é a segunda maior do mundo. Seu produto interno bruto (PIB nominal) é estimado em 7,3 trilhões de dólares (dados de 2011), enquanto seu poder de compra foi calculado em pouco mais de 11,3 trilhões de dólares. A renda per capita do país está em 5 185 dólares por pessoa (nominal) e 8 395 dólares por pessoa (PPP) em 2011, de acordo com o Fundo Monetário Internacional. A China é a nação com o maior crescimento econômico dos últimos 25 anos, com a média do crescimento do PIB em 10% por ano. A renda per capita da China cresceu 8% ao ano nos últimos 30 anos. Além disso, é um dos países BRICS.
Desde sua fundação em 1949, a República Popular da China adotava um estilo soviético de economia planificada. Com a morte de Mao Tse-tung e o fim da Revolução Cultural, os novos dirigentes chineses começaram a reformar a economia. A sua transformação em economia mista, foi iniciada por Deng Xiaoping em 1978, após a falha da economia planificada em desenvolver os sistemas produtivos chineses a níveis aceitáveis.
As reformas de Xiaoping incluíram a privatização das fazendas, o que pôs fim à agricultura coletiva, e de indústrias estatais que fossem consideradas de baixo desempenho na época, como mineração e produtos básicos (roupas, processamento de alimentos), entre outras. Em 1978, a China e o Japão normalizaram as relações diplomáticas e a China aceitou empréstimos do Japão. Nas últimas décadas este país tem sido o maior credor estrangeiro da China. Para selar sua condição de economia globalizada, em 2001 a China foi aceita na Organização Mundial do Comércio.
Em 2013, 70% da economia da China era privada e este número continua crescendo desde então. A economia da China composta por membros capitalistas "transplantados num corpo socialista debilitado", modifica, em 1995, a taxa de crescimento, impulsionada principalmente pelo setor não estatal, para 8,9%, superando as expectativas do governo e antecipando a meta prevista no IX Plano Quinquenal (1996–2000).

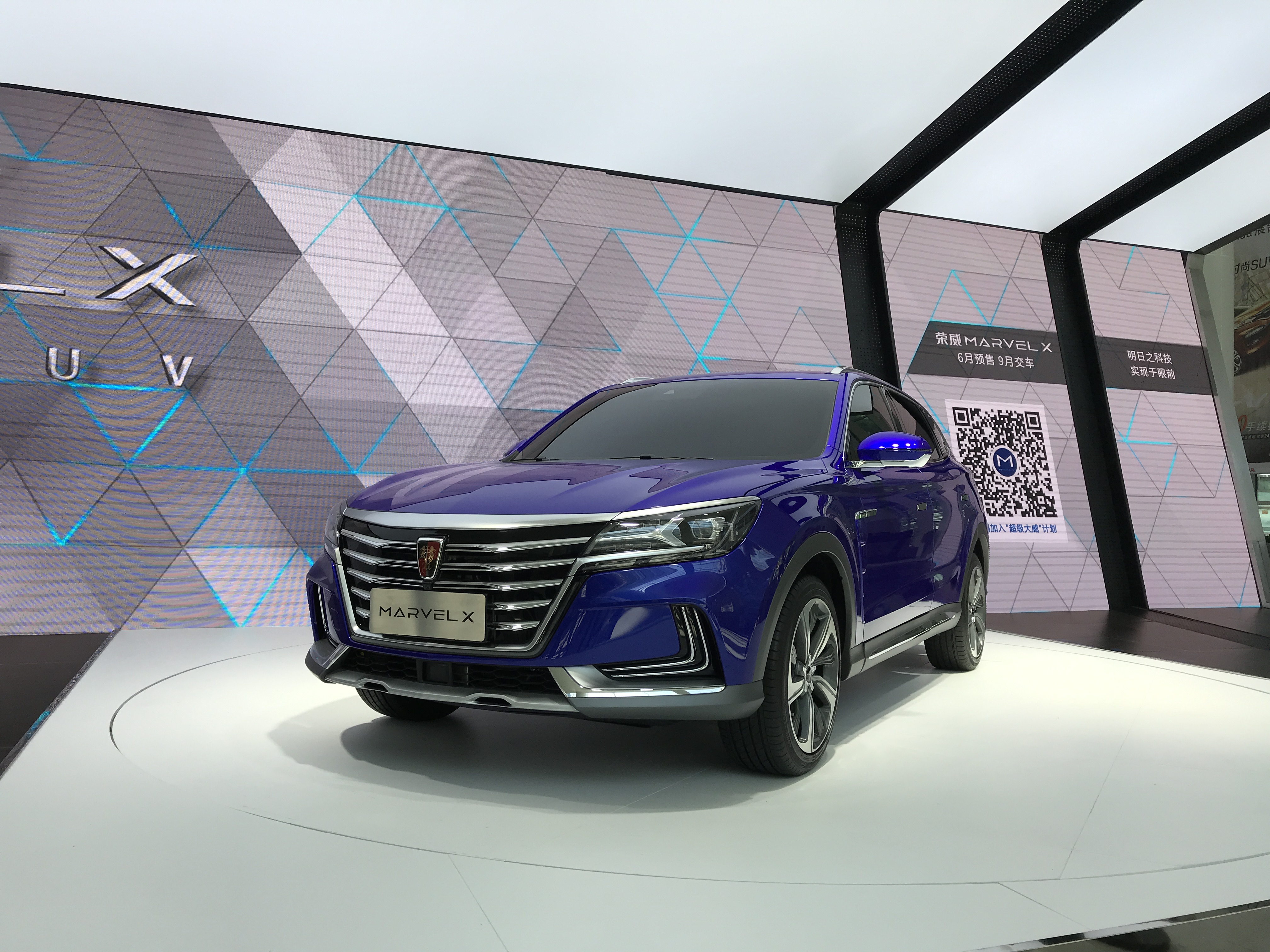
Roewe Marvel X, carro elétrico produzido pela SAIC Motor, a maior montadora de veículos do país

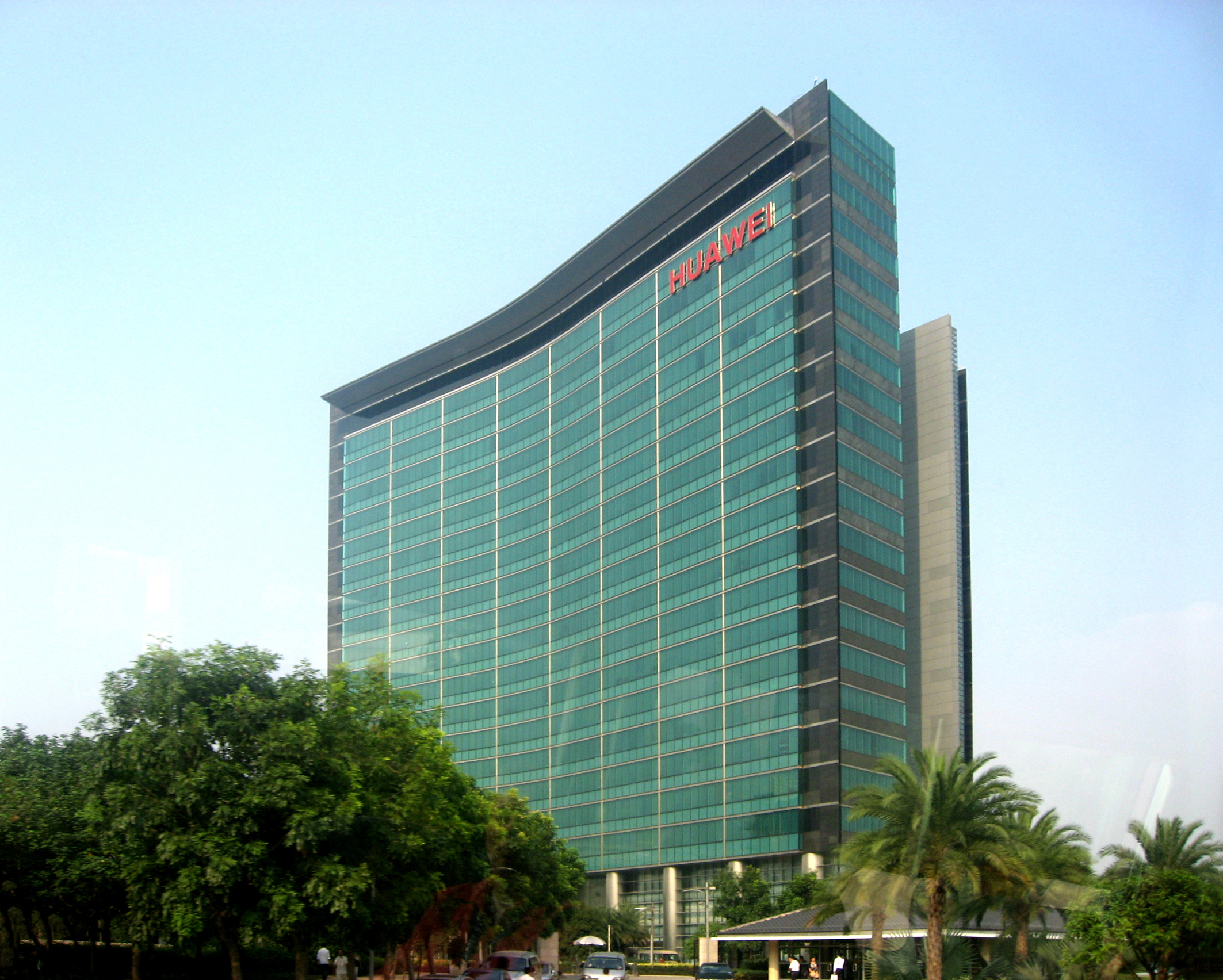
Sede da Huawei, em Shenzhen, a segunda maior fabricante de celulares do mundo

Este robusto crescimento econômico, combinado com excelentes fatores internos como estabilidade política, grandes reservas em moeda estrangeira (a maior do mundo, com 818,9 bilhões de dólares), mercado interno com grande potencial de crescimento, faz com que a China seja atualmente um dos melhores locais do mundo para investimentos estrangeiros, com uma avaliação de risco (Moody's) A2, índice considerado excelente.
As grandes mudanças sociais e econômicas promovidos pelos seguidores de Deng Xiaoping deram uma nova dinâmica política à China contemporânea e limitaram as opções dos governantes do país. Houve nos últimos anos uma melhoria no padrão de vida dos chineses, embora seja um país com renda média para os padrões mundiais.
O rápido crescimento econômico do país conseguiu retirar centenas de milhões de pessoas da pobreza desde 1978 — o número de camponeses pobres caiu de 200 milhões para 80 milhões em 10 anos. Apenas 10% da população vive abaixo da linha de pobreza (em comparação com 64% em 1978) e 99,8% dos jovens são alfabetizados. Desemprego urbano diminuiu para 4 por cento em 2007 (desemprego real pode estar em 10%). A expectativa de vida chinesa é a terceira maior do leste asiático, com 73 anos, atrás da Coreia do Sul com 77,3 e do Japão com 82,2. A China é o segundo maior consumidor mundial de bens de luxo, com 27,5% da quota global, atrás do Japão. O mercado de varejo da China cresceu 16,8% ao ano.
Com reformas econômicas iniciados em 1978, a China cresceu 90 vezes, se tornando a economia de maior crescimento mundial nos últimos 25 anos, com crescimento do PIB em torno de 10% por ano. A renda per capita da China tem crescido cerca de 8% ao ano nos últimos 30 anos. Levando em conta a renda per capita e moeda desvalorizada, o custo de vida na China é baixo.
A China é o quarto país mais visitado do mundo, com 50,9 milhões de visitantes internacionais em 2009. Atualmente a China é a segunda potência comercial do mundo, atrás dos Estados Unidos e a frente do Japão. Suas reservas internacionais de moedas estrangeiras atingiram 2,4 trilhões de dólares, os maiores do mundo.
A China possui cerca de 1,6 trilhão de dólares de títulos financeiros dos Estados Unidos. A China detém 801,5 bilhões de dólares em títulos do Tesouro americano, tornando-se o maior credor estrangeiro da dívida pública americana. O investimento da China no mercado internacional está crescendo rapidamente. Em 2008 era o sexto maior investidor no mercado internacional.

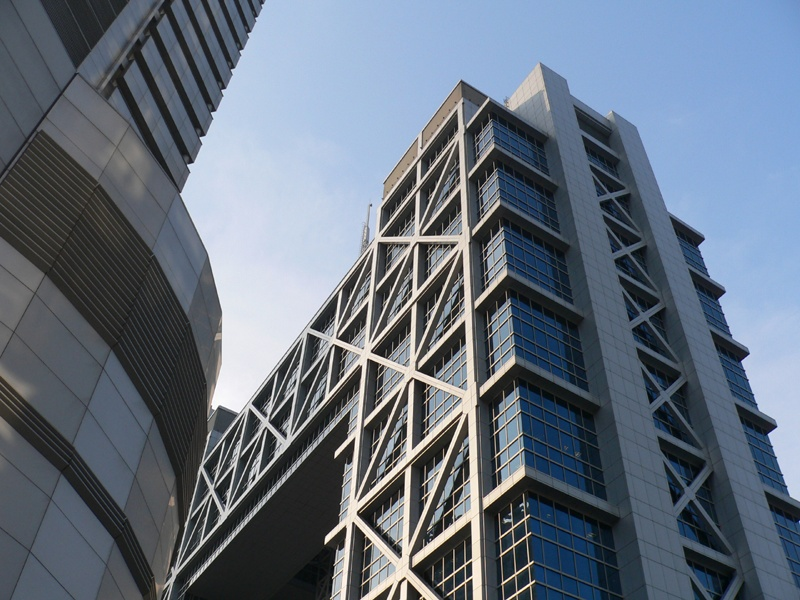
Edifício da Bolsa de Valores de Xangai

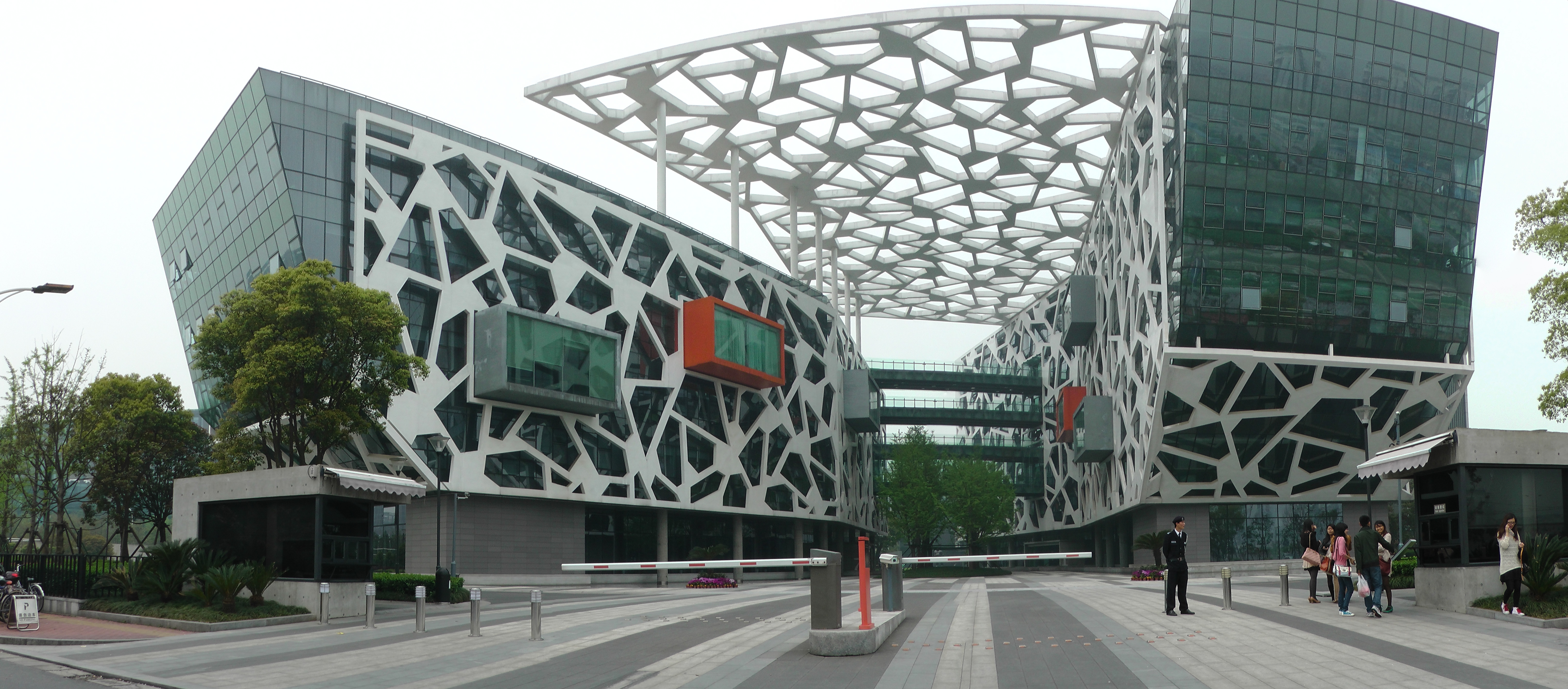
Sede do Alibaba Group em Hancheu

O sucesso comercial da China tem sido devido principalmente ao seu baixo custo de produção. São atribuídos uma combinação de fatores como mão de obra de baixo custo, boa infraestrutura, bom nível de tecnologia, alta produtividade, em alguns casos, o não pagamento de licenças comerciais, a política governamental favorável e uma moeda muito desvalorizada.
O Estado ainda predomina nas áreas-chaves da indústria como a energia e as indústrias pesadas, a iniciativa privada (30 milhões de empresas privadas) responde entre 33% a 70% do PIB em 2005, enquanto a estimativa da OCDE é superior a 50% da produção nacional da China, muito superior a 1% de 1978.
A China ocupa posição 29 no ranking no Índice de Competitividade Global. Quarenta e seis empresas chinesas entraram na lista da Fortune Global 500 em 2010. Utilizando o cálculo de capitalização de mercado, quatro das dez empresas mais valiosas do mundo são chinesas. Algumas delas incluem a primeira no ranking mundial PetroChina Company (empresa de petróleo mais valiosa do mundo), terceiro no ranking Banco Industrial e Comercial da China (banco mais valioso do mundo), quinto no ranking China Mobile (empresa de telecomunicações mais valiosa do mundo) e sétima no ranking China Construction Bank.
Apesar do progresso significativo dos últimos anos, existem grandes obstáculos para o crescimento chinês a longo prazo. A significativa piora da distribuição de renda é apenas um dos fatores negativos para o desenvolvimento social, com um coeficiente de Gini em 41,1 e cada vez maior. Outro grande problema é o direito previdenciário que, com a política do filho único e aumento da expectativa de vida, apresenta desequilíbrios no fluxo de caixa, sendo cada vez menor a relação entre trabalhadores contribuintes por aposentado. Cerca de 21% da população tem 14 anos ou menos de idade e 8% têm mais de 65 anos. Outro aspecto é a diferença de desenvolvimento econômico entre as áreas costeiras (urbanas), nordeste e leste da China e o seu interior, principalmente no sul e oeste, ainda predominantemente agrário e de baixa renda, exacerbada com a liberação do mercado, pois os investidores preferem investir em áreas com melhor infraestrutura e trabalhadores mais qualificados.

## Infraestrutura

### Educação

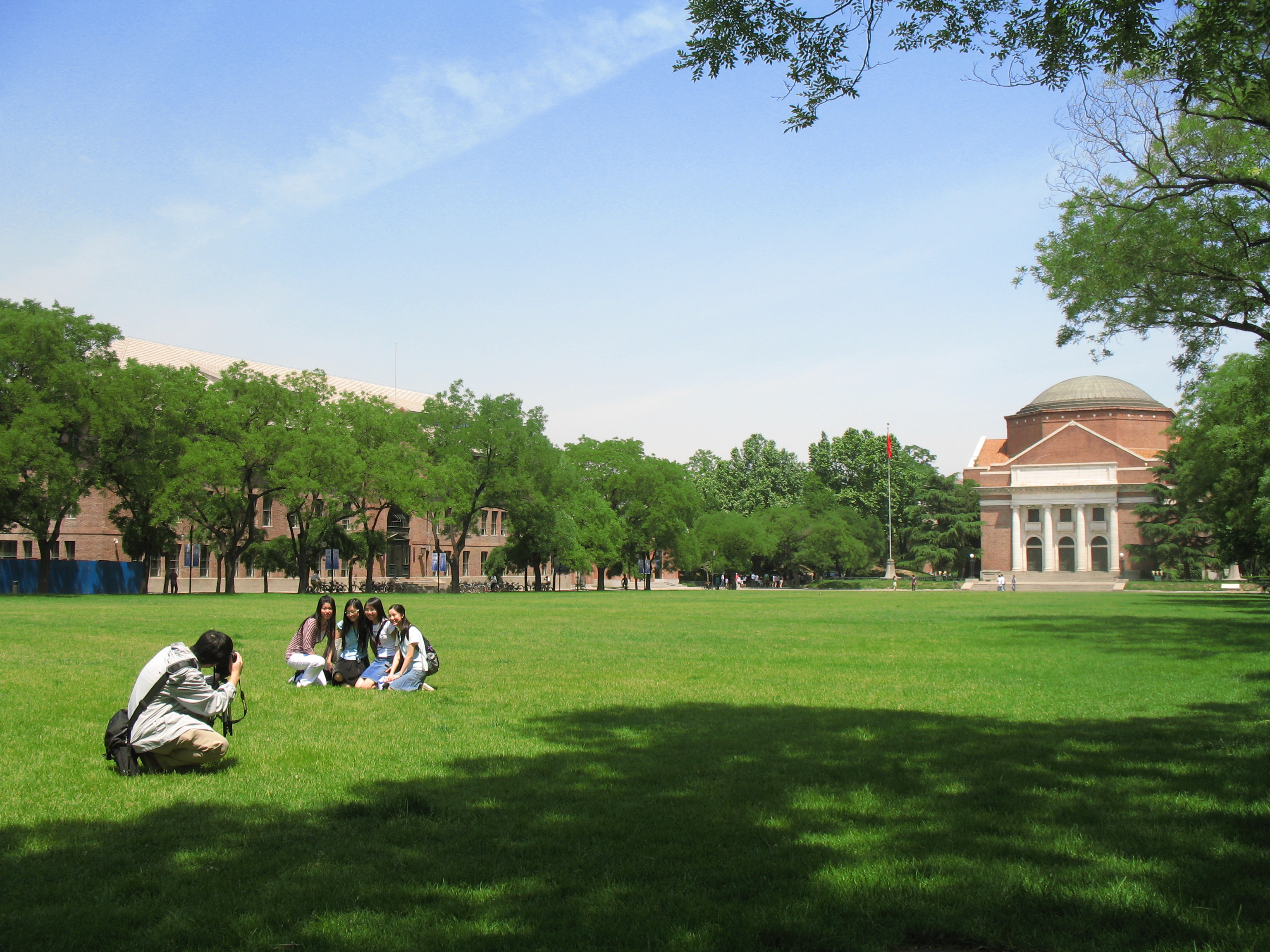
Campus da Universidade de Tsinghua, em Pequim, uma universidade muito bem avaliada na China continental

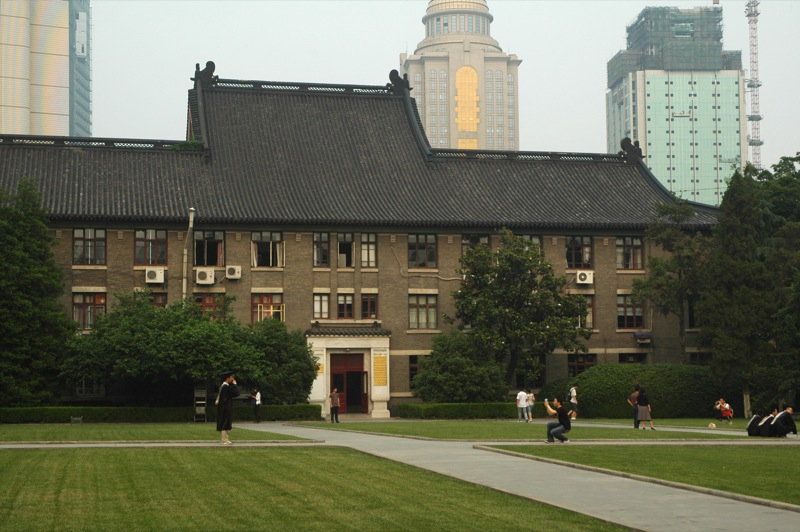
Universidade de Nanquim

Em 1986, o país estabeleceu a meta de longo prazo de fornecer educação básica obrigatória de nove anos para cada criança. Em 2007, havia 396 567 escolas primárias, 94 116 escolas secundárias e 2 236 instituições de ensino superior na República Popular da China. Em fevereiro de 2006, o governo avançou sua meta de educação básica se comprometendo a fornecer educação de nove anos completamente de graça, incluindo livros didáticos e taxas.
O sistema de ensino atual introduziu a educação obrigatória e gratuita para todos os cidadãos chineses, com ensino fundamental com duração de 9 anos (6–15) e quase todas as crianças nas áreas urbanas continuam seus três anos do ensino médio. Muitos pais estão profundamente comprometidos com a educação de seus filhos, muitas vezes, investindo grande parte da renda da família na educação. Aulas particulares e atividades recreativas, como em línguas estrangeiras ou música, são populares entre as famílias de classe média que podem pagar por esses serviços.
Em 2007, 93,3% da população acima de 15 anos de idade era alfabetizada. A taxa de alfabetização da juventude chinesa (idade 15–24) foi de 98,9% (99,2% para o sexo masculino e 98,5% feminino), em 2000. Em março de 2007, a China anunciou a decisão de tornar a educação uma "prioridade estratégica nacional", o orçamento central das bolsas nacionais será triplicado em dois anos e 223,5 bilhões de yuans (28,65 bilhões de dólares) de um financiamento adicional será atribuído pelo governo central nos próximos cinco anos, para melhorar o ensino obrigatório nas zonas rurais.
A qualidade das faculdades e universidades varia consideravelmente em todo o país. As cinco melhores universidades classificadas na China continental são a Universidade de Tsinghua, a Universidade de Pequim, a Universidade de Nanquim, a Universidade Fudan e a Universidade de Ciência e Tecnologia da China.

### Saúde

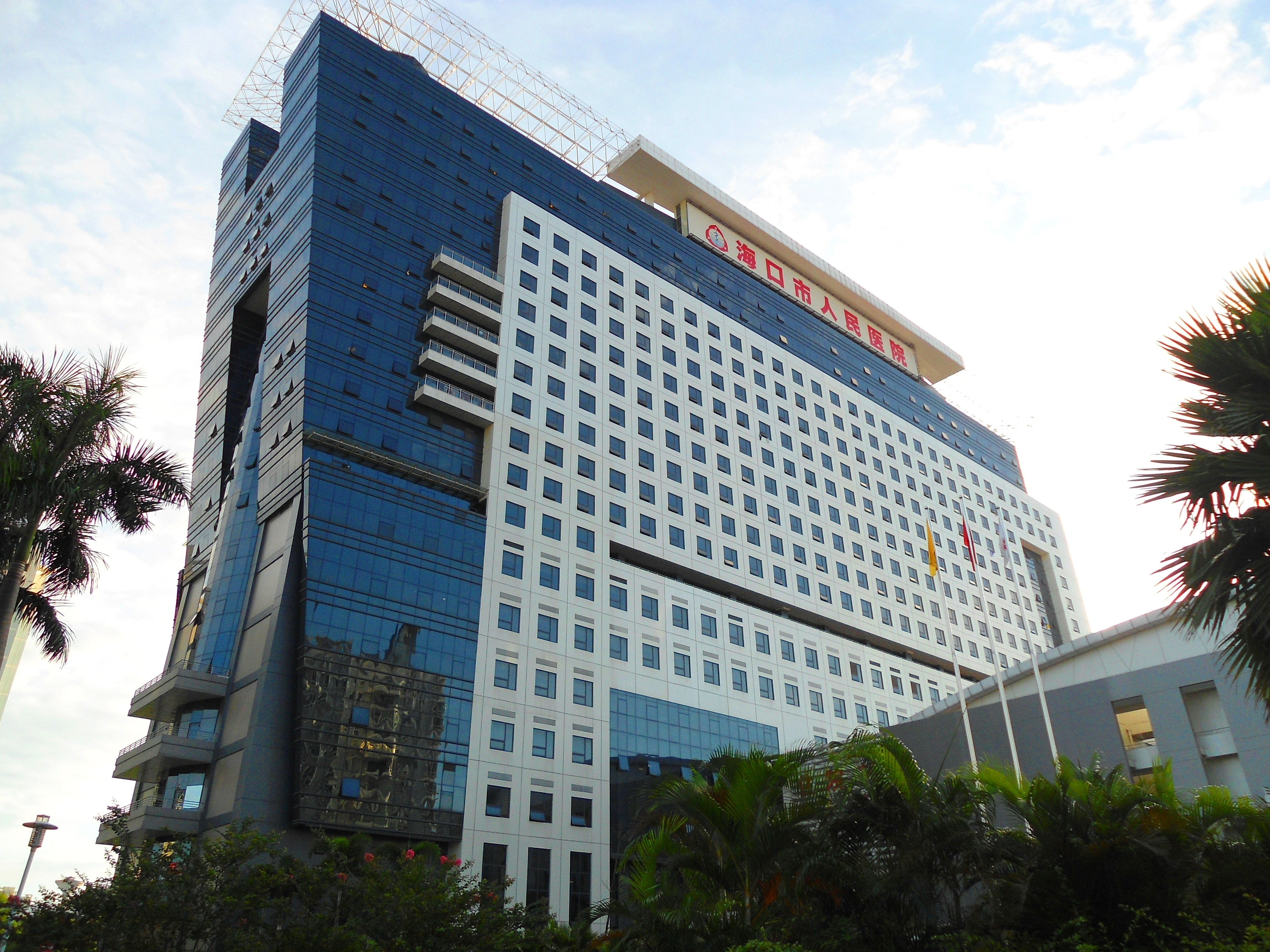
Hospital do Povo em Haikou, Ainão

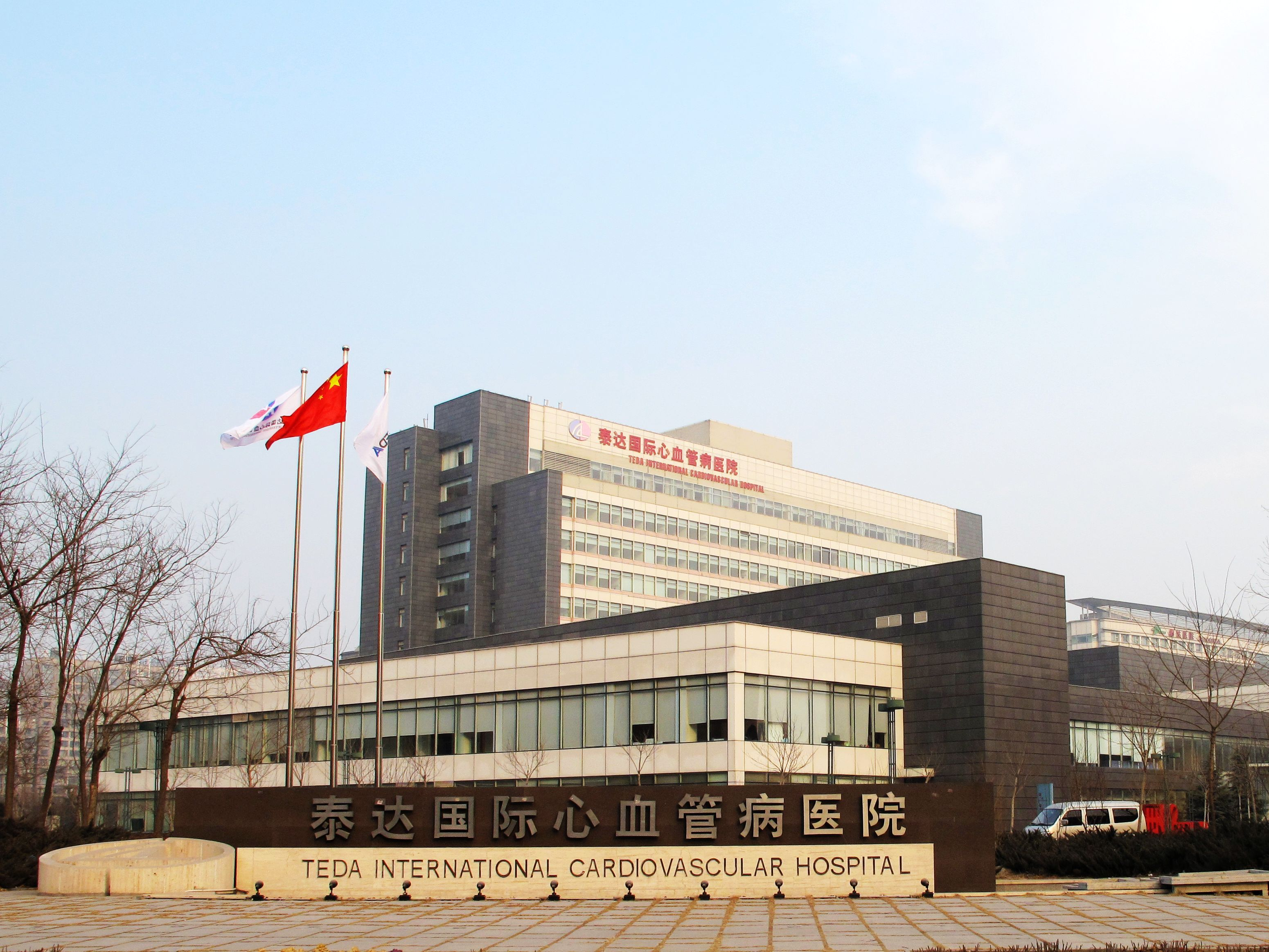
Hospital Internacional Cardiovascular TEDA, em Tianjin

O Ministério da Saúde, juntamente com os gabinetes provinciais de saúde, supervisiona as necessidades médicas da população chinesa. A ênfase na saúde pública e na medicina preventiva tem caracterizado a política de saúde do país desde 1950. Naquela época, o Partido Comunista começou a Campanha de Saúde Patriótica, que visava a melhoria do saneamento básico e da higiene, além do tratamento e prevenção de diversas patologias. Doenças como cólera, febre tifoide e escarlatina, que anteriormente eram frequentes por toda a China, quase foram erradicadas pela campanha. Depois que Deng Xiaoping começou a implantação de reformas econômicas em 1978, a saúde pública melhorou rapidamente devido a melhor nutrição da população, apesar de muitos dos serviços gratuitos de saúde prestados no campo terem desaparecido junto com as comunas populares. O sistema de saúde chinês tornou-se na maior parte privatizado e experimentou um aumento significativo na qualidade. A expectativa de vida nacional ao nascer subiu de cerca de 35 anos em 1949 para 73,18 anos em 2008 e a mortalidade infantil caiu de 300‰ em 1950 para cerca de 11‰ em 2021. A desnutrição atingia 12% da população em 2002, de acordo com fontes da FAO, das Nações Unidas. Em 2009, o governo começou uma iniciativa de grande escala para prestar cuidados médico no valor de 124 bilhões de dólares e que se espera possa vir a atingir 90% da população da China.
Em 2021, a expectativa de vida média ao nascer da China era de 76,3 anos e sua taxa de mortalidade infantil era de 11,1‰ nascimentos. Apesar dos significativos avanços na saúde e na construção de avançadas instalações médicas, o país tem vários problemas emergentes de saúde pública, como doenças respiratórias causadas pela poluição do ar generalizada e centenas de milhões de habitantes que são fumantes de cigarros, uma possível epidemia de HIV/AIDS no futuro e o aumento da obesidade entre os jovens urbanos. A grande população do país e suas cidades densamente povoadas levaram a surtos de doenças graves nos últimos anos, como o de SARS em 2003, embora este tenha sido contido com sucesso.
Estima-se que cerca de 760 000 pessoas morrem anualmente na China por causa da poluição ambiental (além do tabagismo), principalmente a partir da poluição do ar e da água (incluindo a poluição do ar interior). Em 2007, a China ultrapassou os Estados Unidos como o maior emissor mundial de dióxido de carbono. Cerca de 90% das cidades chinesas sofrem com algum grau de poluição da água e quase 500 milhões de pessoas não tinham acesso à água potável em 2005. Relatórios do Banco Mundial e do New York Times indicaram a poluição industrial, particularmente do ar, como um perigo significativo à saúde da população do país.

### Energia

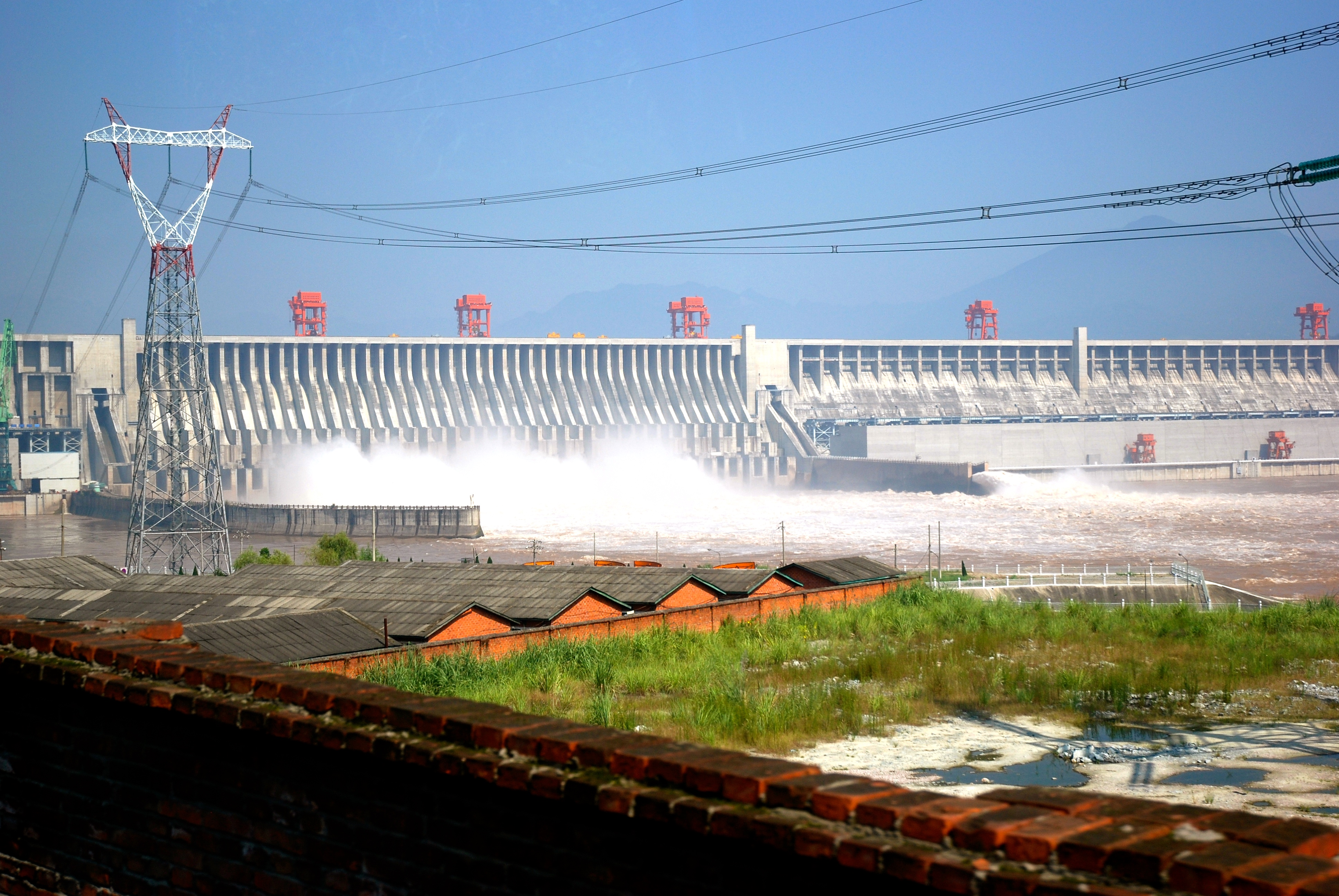
Hidrelétrica de Três Gargantas, a maior barragem do mundo

A economia da China é altamente deficiente no que diz respeito ao aproveitamento. O país gasta de 20% a 100% de energia adicional em comparação com países da OCDE para os mesmos processos industriais. A China é o maior consumidor de energia do mundo, mas depende do carvão para fornecer 70% das suas necessidades energéticas.
Com uma regulamentação ambiental deficiente, a grave e maciça poluição do ar e da água (a China tem 20 das 30 cidades mais poluídas do mundo) atinge várias regiões do país. Por conseguinte, o governo prometeu aumentar a utilização de energias renováveis, estabelecendo a meta de atingir 10% do consumo total de energia até 2010 e 30% em 2050.
Em 2021, a China tinha, em energia elétrica renovável instalada, 390 920 MW em energia hidroelétrica (maior do mundo), 328 973 MW em energia eólica (maior do mundo), 306 973 MW em energia solar (maior do mundo), e 28 042 MW em biomassa.

### Telecomunicações

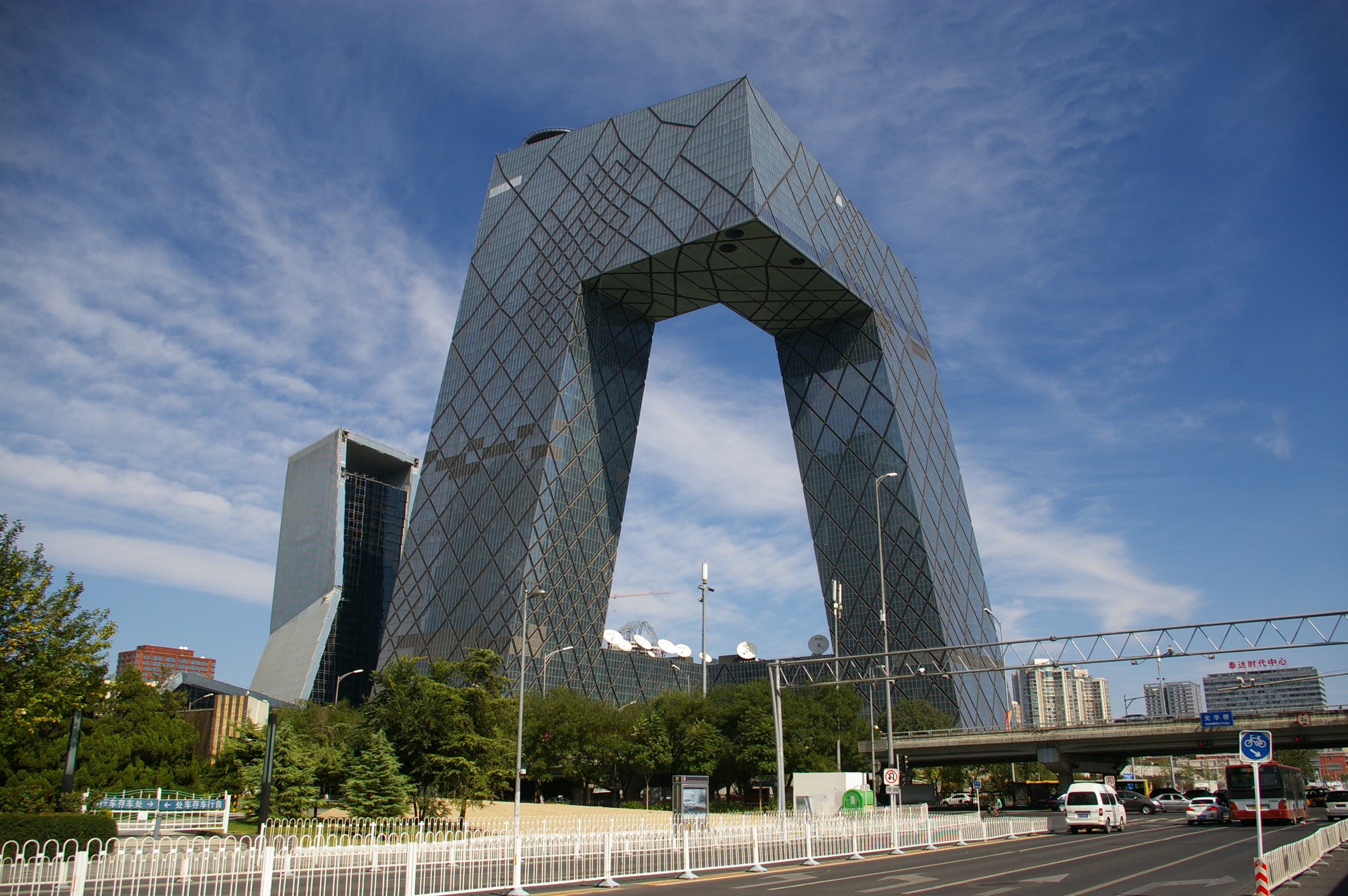
Sede da Televisão Central da China, em Pequim

A China tem atualmente a maioria dos usuários de celulares no mundo, com mais de 800 milhões de usuários em julho de 2010. O país também tem o maior número de usuários de internet e banda larga no mundo.
A China Telecom e a China Unicom, dois grandes prestadores de serviços de banda larga, são responsáveis por 20% dos assinantes de banda larga global, enquanto os dez maiores fornecedores de serviços de banda larga do mundo, respondem juntos por 39% dos clientes de banda larga do planeta. A China Telecom tem mais de 55 milhões de assinantes de banda larga e a China Unicom, tem mais de 40 milhões, enquanto o terceiro maior fornecedor, a NTT, possui menos de 18 milhões de assinantes.
O espaço entre os dois grandes prestadores de banda larga chineses e os prestadores do resto do mundo, continuará a crescer rapidamente, visto que os outros dez maiores provedores de banda larga operam em mercados desenvolvidos, com elevados níveis de penetração da banda larga e com rápida desaceleração do crescimento de assinantes.

### Transportes
|                                                                              |  |                                                                                      |
| Ponte Duge, a mais alta do mundo e parte do sistema de autoestradas da China |  | O Porto de Xangai, na Baía de Hancheu, tornou-se o mais movimentado do mundo em 2010 |

O transporte na parte continental da República Popular da China melhorou significativamente desde a década de 1990 como parte de um esforço do governo para vincular toda a nação através de uma série de vias expressas. O comprimento total da rede de autoestradas era de 65 000 km no final de 2009, a segunda maior rede do mundo, perdendo apenas para os Estados Unidos. A posse de um automóvel privado está aumentando a uma taxa anual superior a 30%. A venda de automóveis começou a aumentar rapidamente após a crise financeira em 2009. Cerca de 18,06 milhões de veículos foram vendidos na China em 2010, uma expansão de 33% em relação a 2009 com 13,8 milhões. Os analistas preveem que as vendas anuais de veículos no país possa subir para 40 milhões em 2020. Um efeito colateral do rápido crescimento da rede de estradas chinesa é que tem havido um aumento significativo nos acidentes de trânsito, causados pela má aplicação de leis de tráfego; apenas em 2011, cerca de 62 000 chineses morreram em acidentes rodoviários.
A China possui a maior rede ferroviária de alta velocidade do mundo, com mais de 9 676 km de linhas em serviço. Destes, 3 515 km servem trens com velocidade máxima de 300 km/h. Em 2011, a China produziu seus primeiros trens de alta velocidade construídos inteiramente sem assistência estrangeira. O país pretende operar cerca de 16 000 km de linhas ferroviárias de alta velocidade até 2020. O transporte de longa distância também continua a ser dominado por ferrovias e sistemas de ônibus fretados. As ferrovias são o suporte vital do país, são monopolizadas pelo Estado e divididas em vários gabinetes ferroviários em diferentes regiões. Devido à grande demanda, o sistema está regularmente sujeito a superlotação, especialmente durante os períodos de férias, como durante o Ano Novo Chinês. A rede ferroviária chinesa transportou cerca de 1,68 bilhões de passageiros apenas em 2010. Em áreas urbanas, as bicicletas continuam a ser um modo muito comum de transportes, apesar do aumento da prevalência de automóveis — em 2012 existiam cerca de 470 milhões de bicicletas na China.
|                                                  |  |                                              |
| Fuxing Hao, trem-bala chinês que atinge 350 km/h |  | Aeroporto Internacional de Daxing, em Pequim |

Os sistemas de metrô também estão em rápido desenvolvimento nas grandes cidades chinesas, sob a forma de redes de sistemas de trens subterrâneos ou VLTs. Hong Kong tem um dos mais desenvolvidos sistemas de transporte público do mundo, enquanto que Xangai tem uma linha ferroviária maglev de alta velocidade que liga a cidade ao seu principal aeroporto internacional, o Aeroporto Internacional de Pudong. A China está ainda a desenvolver o seu próprio sistema de navegação por satélite, chamado BeiDou, que começou a oferecer serviços de navegação comerciais em toda a Ásia em 2012 e está planejado para oferecer uma cobertura global até 2020. Em 2012, a China foi o maior construtor mundial de novos aeroportos e o governo chinês começou um projeto de cinco anos e de 250 bilhões de dólares para expandir e modernizar o transporte aéreo doméstico.

### Ciência e tecnologia

#### Histórico

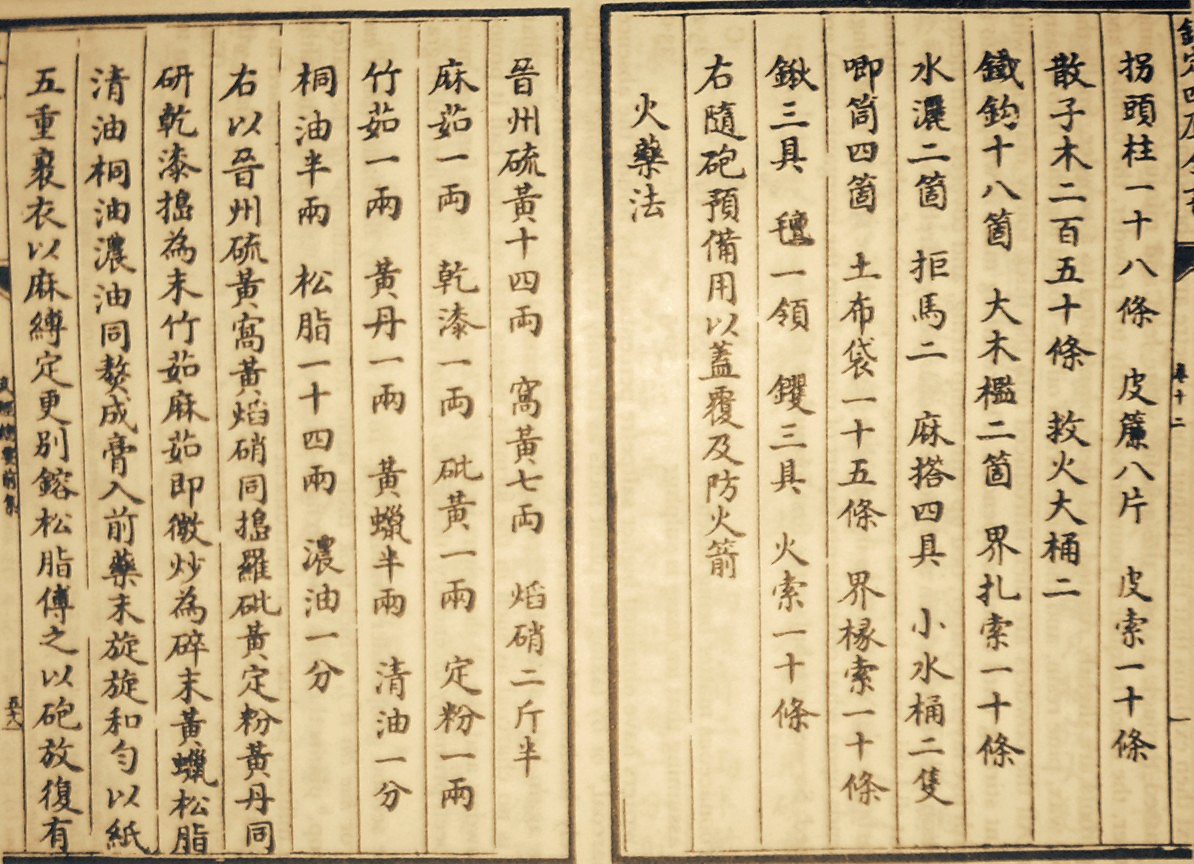
A mais conhecida fórmula de pólvora, do Wujing Zongyao, 1044 d.C.

A China foi um dos líderes mundiais em ciência e tecnologia até a Dinastia Ming. Antigas descobertas e invenções chinesas, como a fabricação do papel, a impressão, a bússola e a pólvora (as Quatro Grandes Invenções), contribuíram para o desenvolvimento econômico de toda a Ásia e Europa. No entanto, a atividade científica chinesa entrou em um declínio prolongado no século XIV. Ao contrário dos cientistas europeus da Revolução Científica, os pensadores chineses medievais não tentaram reduzir as observações da natureza às leis matemáticas e não formaram uma comunidade acadêmica que oferecia a revisão por pares e a pesquisa progressiva. Houve um aumento da concentração sobre a literatura, as artes, a administração pública, enquanto a ciência e a tecnologia eram vistas como triviais ou restritas a um número limitado de aplicações práticas. As causas desta Grande Divergência continuam a ser discutidas.
Depois de repetidas derrotas militares para as nações ocidentais no século XIX, os reformadores chineses começaram a promoção da ciência e da tecnologia modernas, como parte do movimento de autofortalecimento. Após a vitória comunista na Guerra Civil Chinesa em 1949, foram feitos esforços para organizar a ciência e a tecnologia baseando-se no modelo da União Soviética. No entanto, a Revolução Cultural (1966–1976) de Mao Tsé-Tung teve um efeito catastrófico na pesquisa chinesa, já que acadêmicos foram perseguidos e a formação de cientistas e engenheiros foi severamente restringida por quase uma década. Após a morte de Mao em 1976, a ciência e a tecnologia se estabeleceram como uma das Quatro Modernizações e o sistema acadêmico de inspiração soviética foi gradualmente reformado.

#### Era moderna

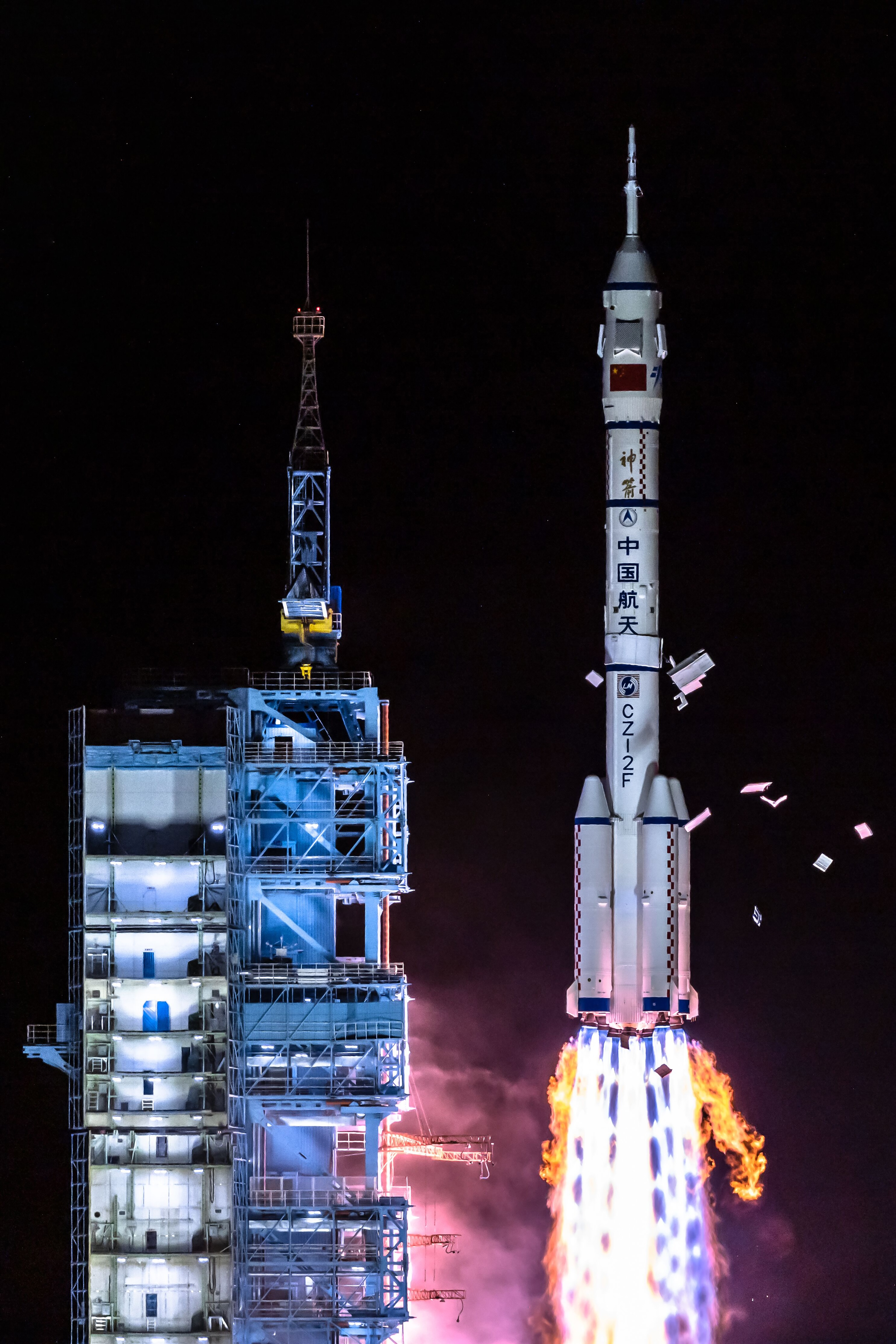
Lançamento do Shenzhou 13 por um foguete Longa Marcha 2F a partir do Centro de Lançamento de Satélites de Jiuquan. A China é um dos três únicos países com capacidade independente de voos espaciais tripulados

Desde o fim da Revolução Cultural, o país se tornou um dos líderes mundiais em poderes tecnológicos, gastando cerca mais de 100 bilhões de dólares em pesquisa e desenvolvimento apenas em 2011. A ciência e a tecnologia são vistas como vitais para a realização da coesão econômica e dos objetivos políticos do país, além de serem consideradas uma fonte de orgulho nacional a um grau às vezes descrito como "tecnonacionalista". Quase todos os membros do Comitê Permanente do Politburo do PCC têm cursos de engenharia.
A China está rapidamente desenvolvendo seu sistema de ensino, com ênfase na ciência, matemática e engenharia. Em 2009, o país produziu mais de 10 000 PhDs graduados em engenharia e cerca de 500 000 BScs graduados, mais do que qualquer outro país. O país é também o segundo que mais publica trabalhos científicos no mundo, produzindo 121 500 só em 2010, incluindo 5 200 nos principais periódicos científicos internacionais. Empresas de tecnologia chinesas, como a Huawei e a Lenovo, se tornaram líderes mundiais em telecomunicações e computação pessoal, e os supercomputadores chineses são consistentemente classificados entre os mais poderosos do mundo. A China é ainda o maior investidor mundial em tecnologia de energias renováveis.
O programa espacial chinês é um dos mais ativos no mundo e é um grande orgulho nacional. Em 1970, a China lançou seu primeiro satélite, o Dong Fang Hong I. Em 2003, o país se tornou o terceiro a independentemente enviar seres humanos ao espaço, com o taikonauta Yang Liwei a bordo da Shenzhou 5. Em setembro de 2012, oito cidadãos chineses viajaram para o espaço. Em 2008, a China realizou sua primeira caminhada espacial durante a missão Shenzhou 7. Em 2011, o primeiro módulo da estação espacial chinesa, Tiangong-1, foi lançado, marcando o primeiro passo de um projeto para montar uma grande estação tripulada em 2020. O Programa de Exploração Lunar Chinês inclui uma missão de exploração em 2013 e, possivelmente, um pouso lunar tripulado em 2025. A experiência adquirida com o programa lunar poderá ser utilizada para futuros programas, tais como a exploração de Marte e de Vênus. No entanto, alguns analistas estrangeiros têm acusado a China de secretamente usar suas missões espaciais civis para fins militares, como o lançamento de satélites de vigilância.

## Cultura
Atualmente, o governo chinês aceita vários elementos da cultura tradicional chinesa como sendo parte integrante da sociedade do país. Com a ascensão do nacionalismo chinês e o fim da Revolução Cultural, as várias formas de arte tradicional, literatura, música, cinema, moda e arquitetura chinesa têm experimentado um forte renascimento. O folclore e a arte em geral também têm despertado o interesse nacional e internacional.

### Filosofia

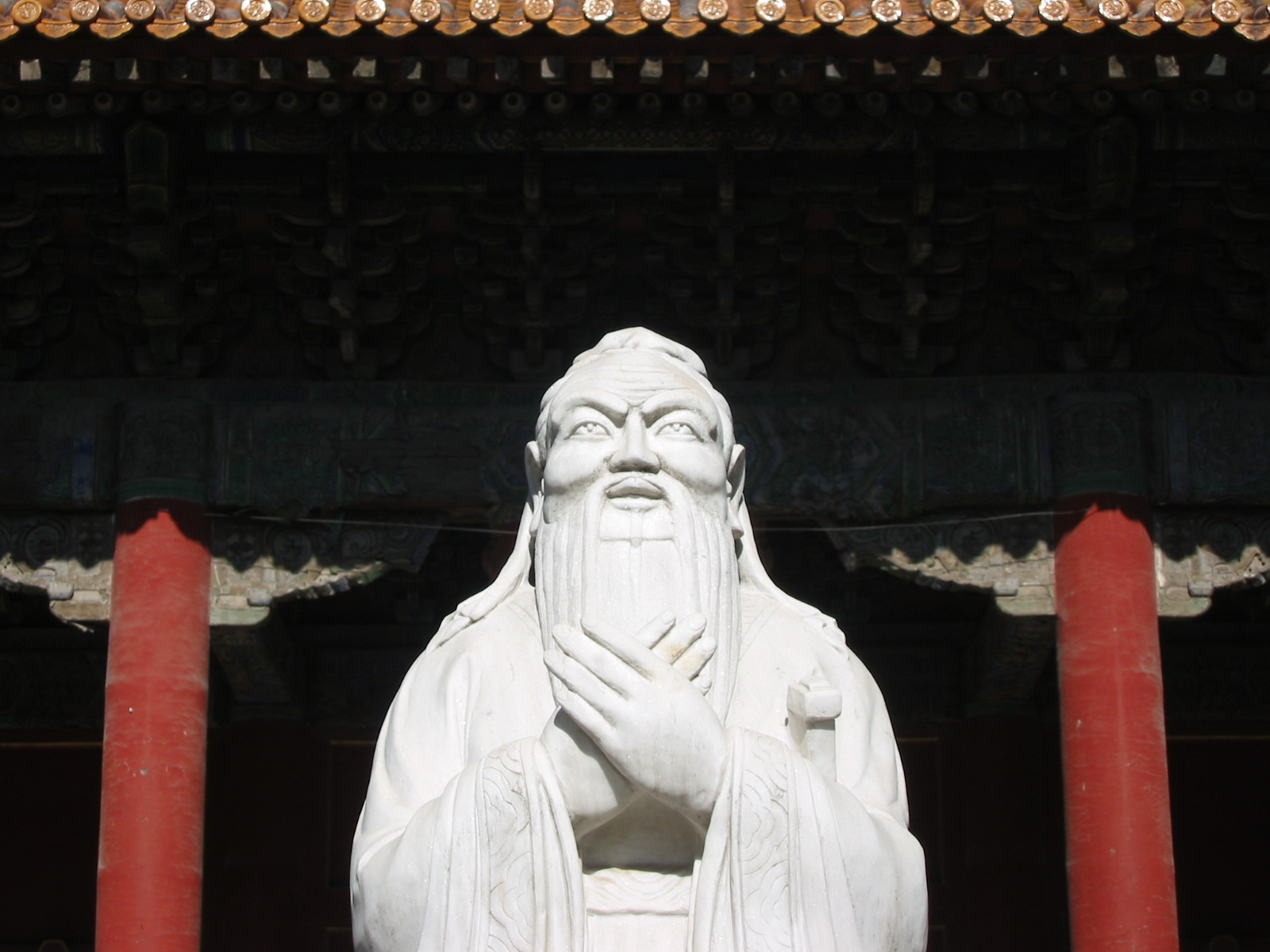
Estátua de Confúcio em Pequim

Desde os tempos antigos, a cultura chinesa foi fortemente influenciada pelo confucionismo e por filosofias conservadoras. Durante grande parte da era dinástica do país, oportunidades de progresso social podiam ser alcançadas através de um alto desempenho nos prestigiosos exames imperiais, que foram instituídos em 605 para ajudar o Imperador a selecionar os burocratas mais hábeis. A ênfase literária dos exames afetou a percepção geral de refinamento cultural da nação, como a crença de que a caligrafia e a pintura literata eram formas superiores de arte do que a dança ou o teatro. A cultura chinesa há muito enfatiza um profundo senso histórico e uma forte perspectiva nacional introspectiva.
Várias linhas de pensamento mais autoritárias e racionais também foram influentes, sendo o legalismo um exemplo proeminente. Durante muitas ocasiões houve conflito entre essas filosofias — por exemplo, a individualista e neoconfucionista dinastia Song acreditava que o legalismo afastava-se do espírito original do confucionismo. Os exames e a cultura do mérito ainda permanecem muito valorizados na China atual. Nos últimos anos, vários neoconfucionistas alegaram que os modernos ideais democráticos e os direitos humanos são compatíveis com os valores confucionistas tradicionais.

### Culinária

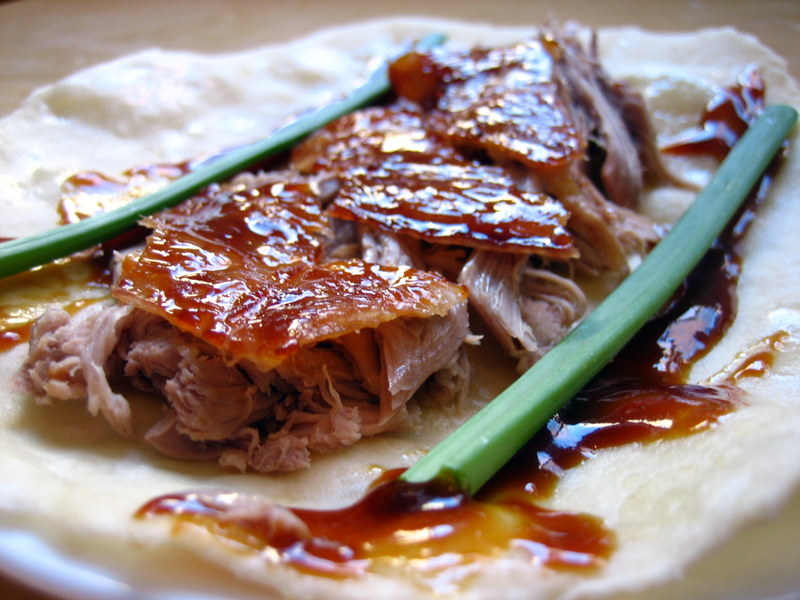
Pato-à-pequim, prato tradicional da culinária chinesa

A culinária chinesa é altamente diversificada, com base em vários milênios de história. Os imperadores das antigas dinastias chinesas eram conhecidos por promover banquetes com mais de cem pratos servidos em uma mesma ocasião, empregando funcionários da cozinha imperial e inúmeras concubinas para preparar a comida. Tais pratos reais gradualmente se tornaram parte de uma ampla cultura chinesa. O alimento básico é o arroz, mas o país também é conhecido pelos seus pratos com carne. Especiarias são endêmicas da culinária do país.

### Literatura

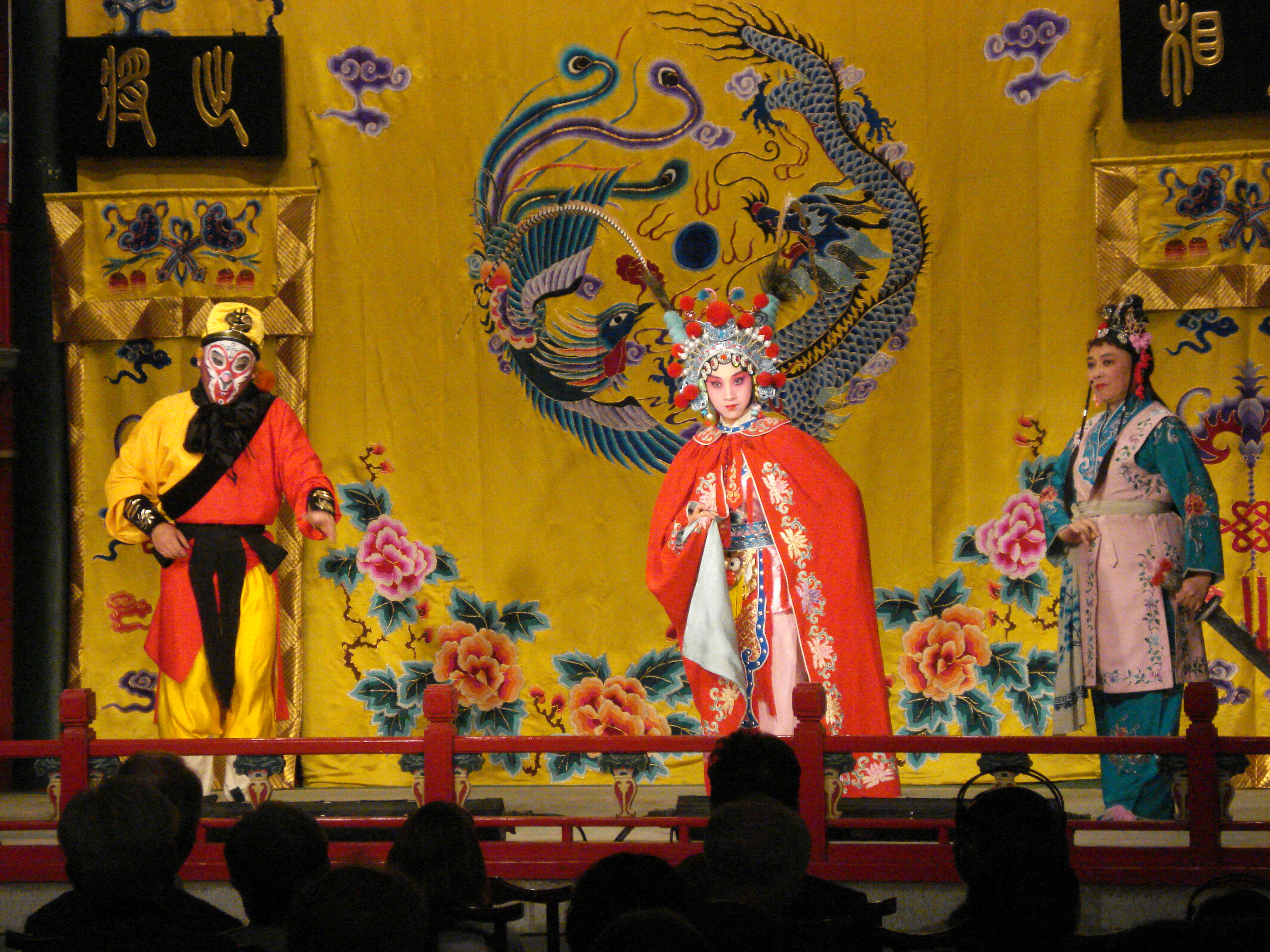
Representação da Jornada ao Oeste na ópera de Pequim

A literatura chinesa é baseada na literatura da dinastia Zhou. Os conceitos abordados nos textos clássicos chineses apresentam uma ampla gama de pensamentos e temáticas, incluindo calendário, militar, astrologia, fitoterapia, geografia e muitos outros assuntos. Alguns dos textos iniciais mais importantes incluem o I Ching e o Shujing, nos Quatro Livros e Cinco Clássicos, que serviram como livros de autoridade confucionistas para o currículo patrocinado pelo Estado na era dinástica. Herdada do Clássico da Poesia, a poesia clássica chinesa desenvolveu-se em seu auge durante a dinastia Tang. Li Bai e Du Fu abriram caminhos para os círculos poéticos através do romantismo e do realismo, respectivamente. A historiografia chinesa começou com o Shiji, o escopo geral da tradição historiográfica na China é denominado Vinte e Quatro Histórias, que estabeleceu um vasto cenário para as ficções chinesas, juntamente com a mitologia e o folclore chinês. Patrocinada por uma classe de cidadãos em expansão na dinastia Ming, a ficção clássica chinesa chegou ao ápice das ficções históricas, urbanas e de deuses e demônios, representadas pelos Quatro Grandes Romances Clássicos, que incluem Margem da Água, Romance dos Três Reinos, Jornada ao Oeste e O Sonho da Câmara Vermelha. Juntamente com as ficções wuxia de Jin Yong e Liang Yusheng, continua sendo uma fonte duradoura de cultura popular na esfera cultural do Leste Asiático.
Na esteira do Movimento da Nova Cultura, após o fim da dinastia Qing, a literatura chinesa embarcou em uma nova era com vernáculo escrito para cidadãos comuns. Hu Shih e Lu Xun foram pioneiros na literatura moderna. Vários gêneros literários, como a poesia enevoada, a literatura de cicatrizes, ficção para jovens adultos e literatura sobre xungen, que é influenciada pelo realismo mágico, surgiram após a Revolução Cultural. Mo Yan, autor de literatura xungen, recebeu o Prêmio Nobel de Literatura em 2012.

### Esportes
A China tem uma das culturas esportivas mais antigas do mundo. Há evidências de que um tipo de futebol era jogado no país por volta do ano 1000. Hoje, alguns dos esportes mais populares no país incluem as artes marciais, o basquete, o futebol, o tênis de mesa, o badminton, a natação e a sinuca. Jogos de tabuleiro, como o go (conhecido como weiqi na China), xiangqi e, mais recentemente, o xadrez também são jogados em nível profissional.
A aptidão física é amplamente enfatizada na cultura chinesa. Exercícios matinais são uma atividade comum, sendo que os cidadãos idosos são incentivados a praticar qigong e tai chi chuan. Os jovens chineses também têm interesse em basquete, especialmente nos centros urbanos. A National Basketball Association (NBA), dos Estados Unidos, tem um enorme número de seguidores entre a juventude do país, com alguns jogadores de origem chinesa, como Yao Ming. Academias de ginástica estão ganhando popularidade rapidamente no país, com mais de 3 000 estabelecimentos que atendiam cerca de 3 milhões de clientes ativos nas principais cidades chinesas em 2010. Além disso, a China é o lar de vários ciclistas, com uma estimativa de 470 milhões de bicicletas em 2012.
Muitos esportes mais tradicionais também são praticados na China. Corridas de Barco Dragão ocorrem durante o Festival do Barco Dragão todos os anos e desde então ganharam popularidade no exterior. Na Mongólia Interior, esportes como a luta mongol e o turfe são populares. No Tibete, tiro com arco e hipismo são parte de festivais tradicionais da cultura local.
A China participa dos Jogos Olímpicos desde 1932, apesar de ter apenas participado como República Popular da China a partir de 1952. O país sediou os Jogos Olímpicos de Verão de 2008 em Pequim, onde seus atletas receberam 51 medalhas de ouro — o maior número de medalhas de ouro de todas as nações participantes naquele ano.
O país também ganhou o maior número de medalhas do que qualquer outra nação durante os Jogos Paralímpicos de Verão de 2012, com 231, sendo 95 de ouro. A China sediou os Jogos da Ásia Oriental de 2013, em Tianjin, e os Jogos Olímpicos de Verão da Juventude de 2014, em Nanquim.

### Feriados

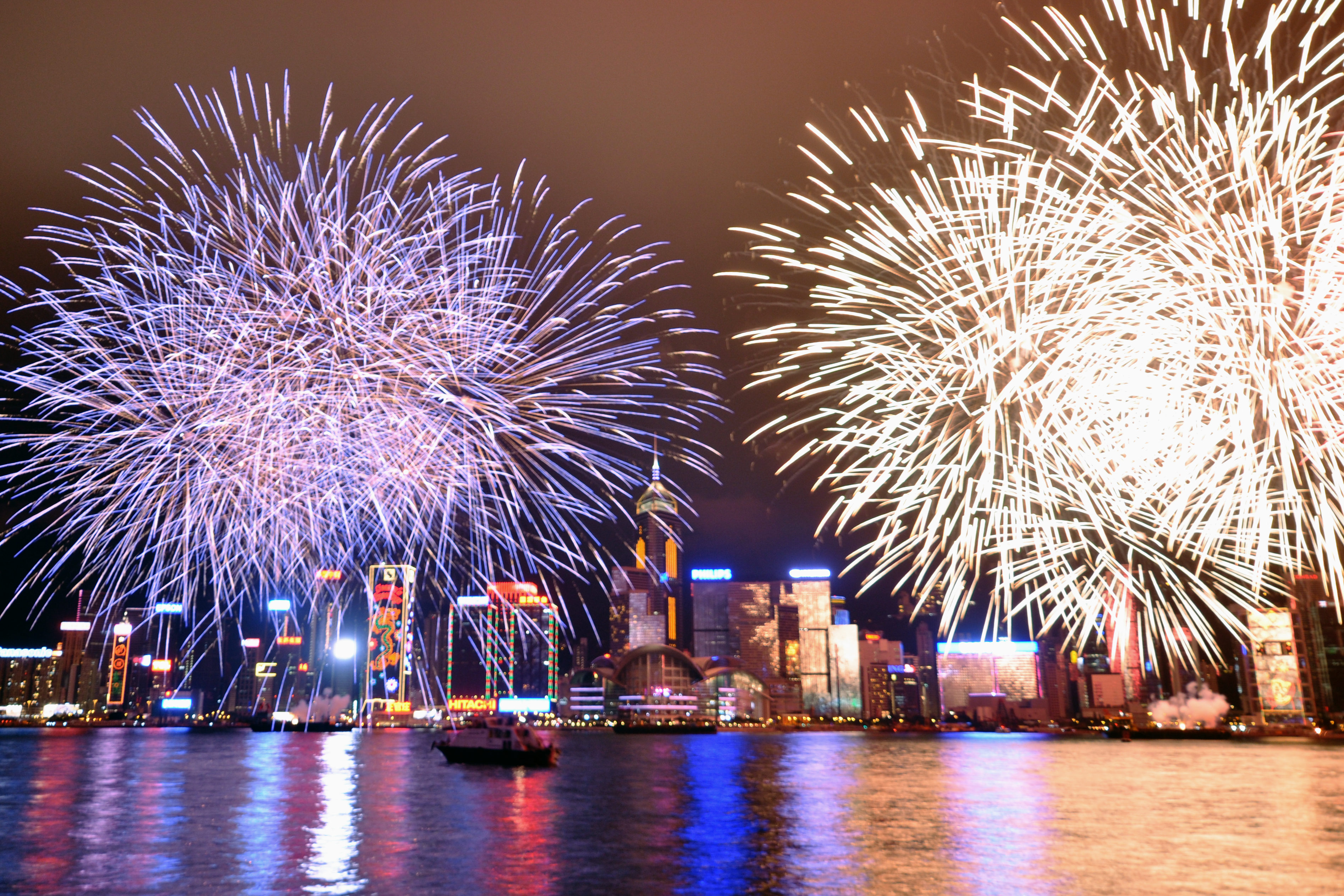
Fogos de artifício em Hong Kong durante o Ano-Novo Chinês

| Data                               | Nome português           | Nome chinês | Duração (2008-) | Duração (2000–2007) |
| ---------------------------------- | ------------------------ | ----------- | --------------- | ------------------- |
| 1 de janeiro                       | Ano Novo                 | 元旦        | 3 dias          | 1 dia               |
| 1º dia do 1º mês lunar             | Ano Novo Chinês          | 春节        | 7 dias          | 3 dias              |
| 5º período solar (4 ou 5 de abril) | Festival Qingming        | 清明节      | 3 dias          | Sem dados           |
| 1 de maio                          | Dia do Trabalhador       | 劳动节      | 3 dias          | 3 dias              |
| 5º dia do 5º mês lunar             | Festival do Barco Dragão | 端午节      | 3 dias          | Sem dados           |
| 15º dia do 8º mês lunar            | Festival da Lua          | 中秋节      | 3 dias          | Sem dados           |
| 1 de outubro                       | Dia Nacional             | 国庆节      | 3 dias          | 3 dias              |

### Livros
- «Chapter VIII: Conventional War Crimes (Atrocities)». Judgement: International Military Tribunal for the Far East". null: null. 1948
- «China». The Oxford English Dictionary. 17. Oxford: Claredon Press. 1989. ISBN 9780198612292
- Enciclopédia Mirador Internacional. São Paulo: Encyclopædia Britannica do Brasil. 1996. ISBN 9788570263957
- China: Five Thousand Years of History and Civilization. Hong Kong: City University of HK Press. 2007. ISBN 962-937-140-5
- Adshead, S. A. M. (2004). T'ang China: The Rise of the East in World History. Nova Iorque: Palgrave Macmillan
- Apter, David Ernest; Saich, Tony (1994). Revolutionary Discourse in Mao's Republic. Cambridge: Harvard University Press. ISBN 0674767802
- Barbosa, Duarte (1946).  Machado, Augusto Reis, ed. Livro em que dá relação do que viu e ouviu no Oriente/Duarte Barbosa (PDF). Lisboa: Agência Geral das Colónias
- Bell, Daniel A. (2016). The China Model: Political Meritocracy and the Limits of Democracy. Princeton: Princeton University Press. ISBN 9780691173047
- Bergsten, C. Fred;  et al. (2006). China: The Balance Sheet: What the World Needs to Know about the Emerging Superpower. Nova Iorque: PublicAffairs. ISBN 978-1-58648-464-4
- Bix, Herbert P. (2000). Hirohito and the Making of Modern Japan. Nova Iorque: HarperCollins. ISBN 9780060193140
- Burbu, Dawa (2001). China's Tibet Policy. Abingdon-on-Thames: Routledge. ISBN 978-0-7007-0474-3
- Busky, Donald F. (2002). Communism in History and Theory. 1. Westport: Greenwood Publishing Group. ISBN 9780275977337
- Carroll, J. M. (2007). A Concise History of Hong Kong. Lanham: Rowman & Littlefield. ISBN 978-0-7425-3422-3
- Cienciala, Anna (1996). The Rise and Fall of Communist Nations 1917–1994. Lawrence: University of Kansas
- Elleman, Bruce (2001). Modern Chinese Warfare. Abingdon-on-Thames: Routledge. ISBN 0415214742
- Embree, Ainslie Thomas; Gluck, Carol (1997). Asia in Western and World History: A Guide for Teaching. Armonk: M.E. Sharpe. ISBN 1563242656
- Fang, Ning (2015). China’s Democracy Path. Berlim: Imprensa de Ciências Sociais da China/Springer. ISBN 9783662473436
- Feldman, Harvey (1991). Constitutional Reform and the Future of the Republic of China. Armonk: M.E. Sharpe. ISBN 0873328809
- Fritz, Jean (1988). China's Long March: 6,000 miles of danger. Nova Iorque: Putnam. ISBN 0399215123
- Gernet, Jacques (1996). A history of Chinese civilization 2ª ed. Cambridge: Cambridge University Press. ISBN 0-521-49781-7
- Gráda, C. Ó. (2010). «The Third Horseman». Famine: A Short History. Princeton: Princeton University. Arquivado do original em 12 de janeiro de 2016
- Graff, David Andrew (2002). Medieval Chinese warfare, 300–900. Abingdon-on-Thames: Routledge. ISBN 0-415-23955-9
- Guidi, Chen; Chuntao, Wu (2006). Will the Boat Sink the Water?: The Life of China's Peasants. Nova Iorque: PublicAffairs. ISBN 1-58648-358-7
- Halliday, Jon; Chang, Jung (2006). Mao: a história desconhecida. Companhia das Letras: São Paulo
- Hammond, Kenneth James; Stapleton, Kristin Eileen (2008). The Human Tradition in Modern China. Lanham: Rowman & Littlefield. ISBN 9780742554665
- Harper, Damian;  et al. (2005). China. 9. Franklin: Lonely Planet. ISBN 1-74059-687-0
- Haw, Stephen (2006). Beijing: A Concise History. Abingdon-on-Thames: Taylor & Francis. ISBN 0415399068
- Himeta, Mitsuyoshi (1996). 日本軍による『三光政策・三光作戦をめぐって』 Concerning the Three Alls Strategy/Three Alls Policy By the Japanese Forces. Tóquio: Iwanami Bukkuretto
- Holmes, Madelyn (2008). Students and teachers of the new China: thirteen interviews. Jefferson: McFarland. ISBN 0-7864-3288-8
- Hutchings, Graham (2003). Modern China: A Guide to a Century of Change. Cambridge: Harvard University Press. ISBN 0674012402
- Jenks, R.D. (1994). Insurgency and Social Disorder in Guizhou: The Miao ‘Rebellion’, 1854–1873. Honolulu: University of Hawaii Press
- Kao, Michael Y.M. (1988). «Taiwan's and Beijing's Campaigns for Unification». In:  Feldman, Harvey; Kao, Michael Y.M. Taiwan in a Time of Transition. Nova Iorque: Paragon House
- Keith, Ronald C. (2009). China from the inside out – fitting the People's republic into the world. Londres: PlutoPress. ISBN 9780745328553
- Lee, Ki-Baik (1984). A new history of Korea. Cambridge: Harvard University Press. ISBN 978-0-674-61576-2
- Lewis, Mark Edward (2007). The Early Chinese Empires: Qin and Han. 1. Londres: Belknap Press. ISBN 978-0-674-02477-9
- Leutner, M. (2002). The Chinese Revolution in the 1920s: Between Triumph and Disaster. Abingdon-on-Thames: Routledge. ISBN 0700716904
- Ling, Kong Foong; Tsai, Ming (2002). The Food of Asia. Singapura: Periplus. ISBN 0-7946-0146-4
- Liu, Lydia He (2009). The Clash of Empires: The Invention of China in Modern World Making. Cambridge: Harvard University Press. ISBN 9780674040298
- Martino, Martin (1655). Novus Atlas Sinensis. Amsterdã: J. Blaeu
- Paludan, Ann (1998). Chronicle of the Chinese Emperors. Londres: Thames & Hudson. ISBN 0-500-05090-2
- Perry, Elizabeth (1980). Rebels and Revolutionaries in Northern China, 1845–1945. Stanford: Stanford UP
- Peterson, William J. (2002). The Cambridge History of China. 9. Cambridge: Cambridge University Press
- Roberts, John M. (1997). A Short History of the World. Oxford: Oxford University Press. ISBN 019511504X
- Sheikh, Naveed S. (2009). Body Count: a quantitative review of political violence across world civilizations (PDF). Amã: Royal Aal al-Bayt Institute for Islamic Thought
- Shih, Chih-Yu; Shi, Zhiyu (1999). Collective Democracy: Political and Legal Reform in China. Hong Kong: Chinese University Press. ISBN 9622018270
- Smith, Joseph; Davis, Simon (2005). The A to Z of the Cold War. 8. Lanham: Scarecrow Press. ISBN 978-0-8108-5384-3
- Sorman, Guy (2008). Empire of Lies: The Truth About China in the Twenty-First Century. Nova Iorque: Encounter Books. ISBN 1-59403-216-5
- Tamura, Eileen (1997). China: Understanding Its Past. 1. Honolulu: University of Hawaii Press. ISBN 0824819233
- Tien, Hung-Mao (1972). Government and Politics in Kuomintang China, 1927-1937. 53. Stanford: Stanford University Press. ISBN 0804708126
- Twitchett, Denis Crispin; Loewe, Michael; Fairbank, John King (1986). The Cambridge History of China: The Ch'in and Han Empires, 221 BC-AD 220. 1. Cambridge: Cambridge University Press
- Whiting, Marvin C. (2002). Imperial Chinese Military History. Bloomington: iUniverse. ISBN 0-595-22134-3
- Wilkinson, Endymion (2000). Chinese History: A Manual. Cambridge: Harvard University Press. ISBN 0-674-00247-4
- Xiaoying, Ma; Ortalano, Leonard (2002) [2000]. Environmental Regulation in China. Lanham: Rowman & Littlefield Publishers
- Youngs, R. (2002). The European Union and the Promotion of Democracy. Oxford: Oxford University Press
- Zarrow, Peter (2005). China in War and Revolution, 1895-1949. Abingdon-on-Thames: Routledge. ISBN 0415364477
- Zhao, Suisheng (1996). Power by Design: Constitution-Making in Nationalist China. Honolulu: University of Hawaii Press. ISBN 0824817214
- —————— (2000). China and Democracy: Reconsidering the Prospects for a Democratic China. Abingdon-on-Thames: Routledge. ISBN 0415926947

### Periódicos
- «Review of the books: China: Land of Famine; Problems of Industrial Development in China and The China of To-day». Journal of the Royal Institute of International Affairs. 6 (3). 1927. doi:10.2307/3014847
- Ciochon, Russell; Larick, Roy (2000). «Early Homo erectus Tools in China». Archaeological Institute of America. 53 (1)
- Dahlman, Carl J.; Aubert, Jean-Eric (2001). «China and the Knowledge Economy: Seizing the 21st Century. WBI Development Studies». World Bank Publications. ERIC
- Hesketh, Therese; Lu, Li; Xing, Zhu Wei (2005). «The Effect of China's One-Child Family Policy after 25 Years». The New England Journal of Medicine. 353. doi:10.1056/NEJMhpr051833
- Ho, Ping-ti (1970). «An Estimate of the Total Population of Sung-Chin China». Études Song (1). doi:10.1515/9783111542737-007
- Johansson, Sten; Nygren, Olga (1991). «The missing girls of China: a new demographic account». Population and Development Review. 17 (1). doi:10.2307/1972351
- Merli, M. G.; Raftery, A. E. (2000). «Are births underreported in rural China? Manipulation of statistical records in response to China's population policies». Demography. 37 (1). doi:10.2307/2648100
- Neto, Aristides Monteiro (2005). «Disparidades Regionais na China: do planejamento Central do PCC à globalização» (PDF). Revista Econômica do Nordeste. 36 (4). Arquivado do original (PDF) em 6 de julho de 2011
- Qian, Yingyi; Wu, Jinglian (2000). «China's Transition to a Market Economy: How Far across the River?» (PDF). University of California. Arquivado do original (PDF) em 6 de fevereiro de 2007
- Shen, G;  et al. (2009). «Age of Zhoukoudian Homo erectus determined with (26)Al/(10)Be burial dating». Nature. 458 (7235). doi:10.1038/nature07741
- Tattersall, Ian (1997). «Out of Africa again...and again?». Scientific American. 276 (4). doi:10.1038/scientificamerican0497-60
- Wade, Geoff (2009). «The Polity of Yelang (夜郎) and the Origins of the Name 'China'» (PDF). Sino-Platonic Papers (188)
- Tao, Yu (2012). «A Solo, a Duet, or an Ensemble? Analysing the Recent Development of Religious Communities in Contemporary Rural China» (PDF). ECRAN - Europe-China Research and Advice Network. University of Nottingham